# Liste der Kulturdenkmale in Stuttgart-West

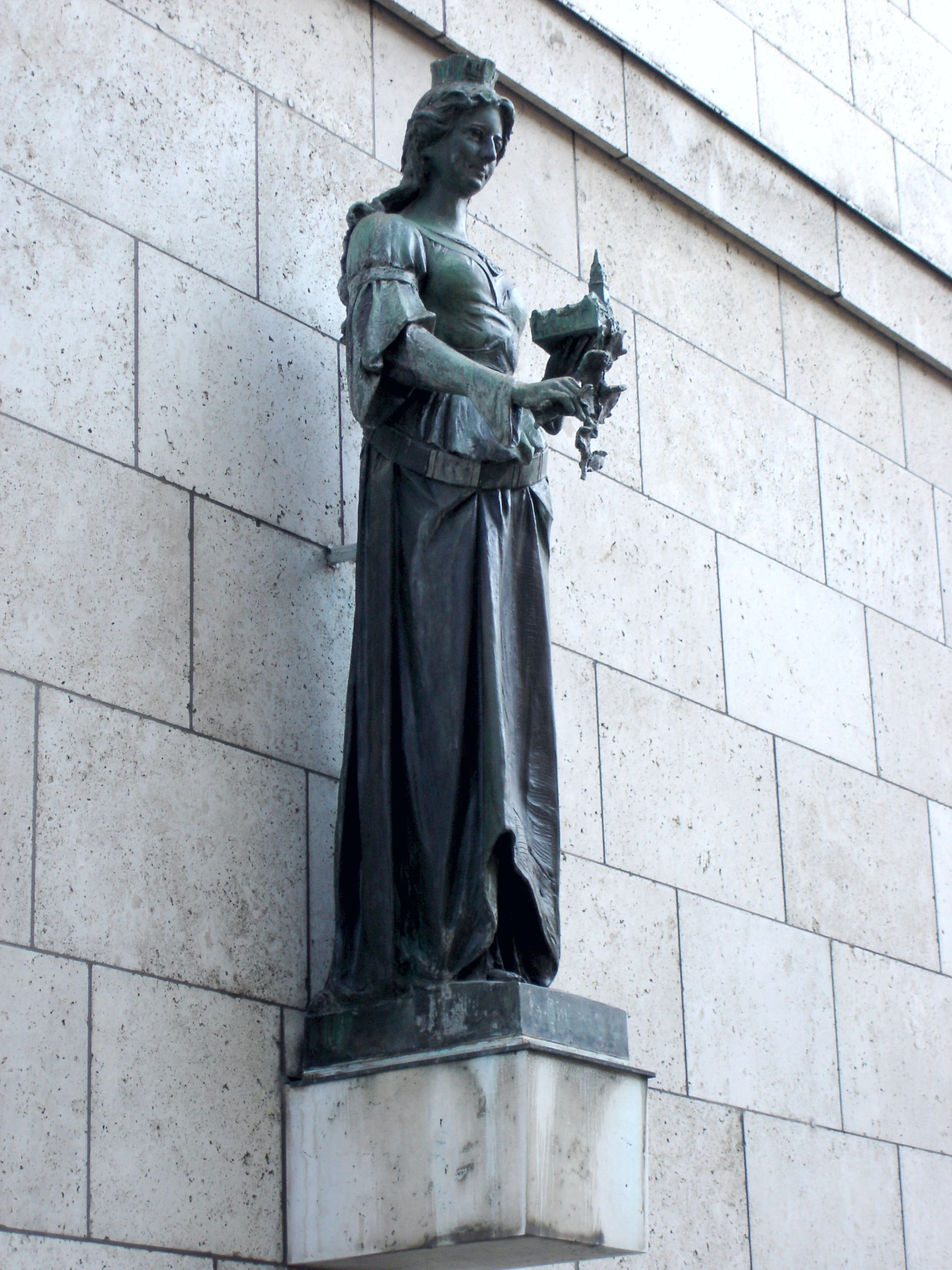
Stuttgardia

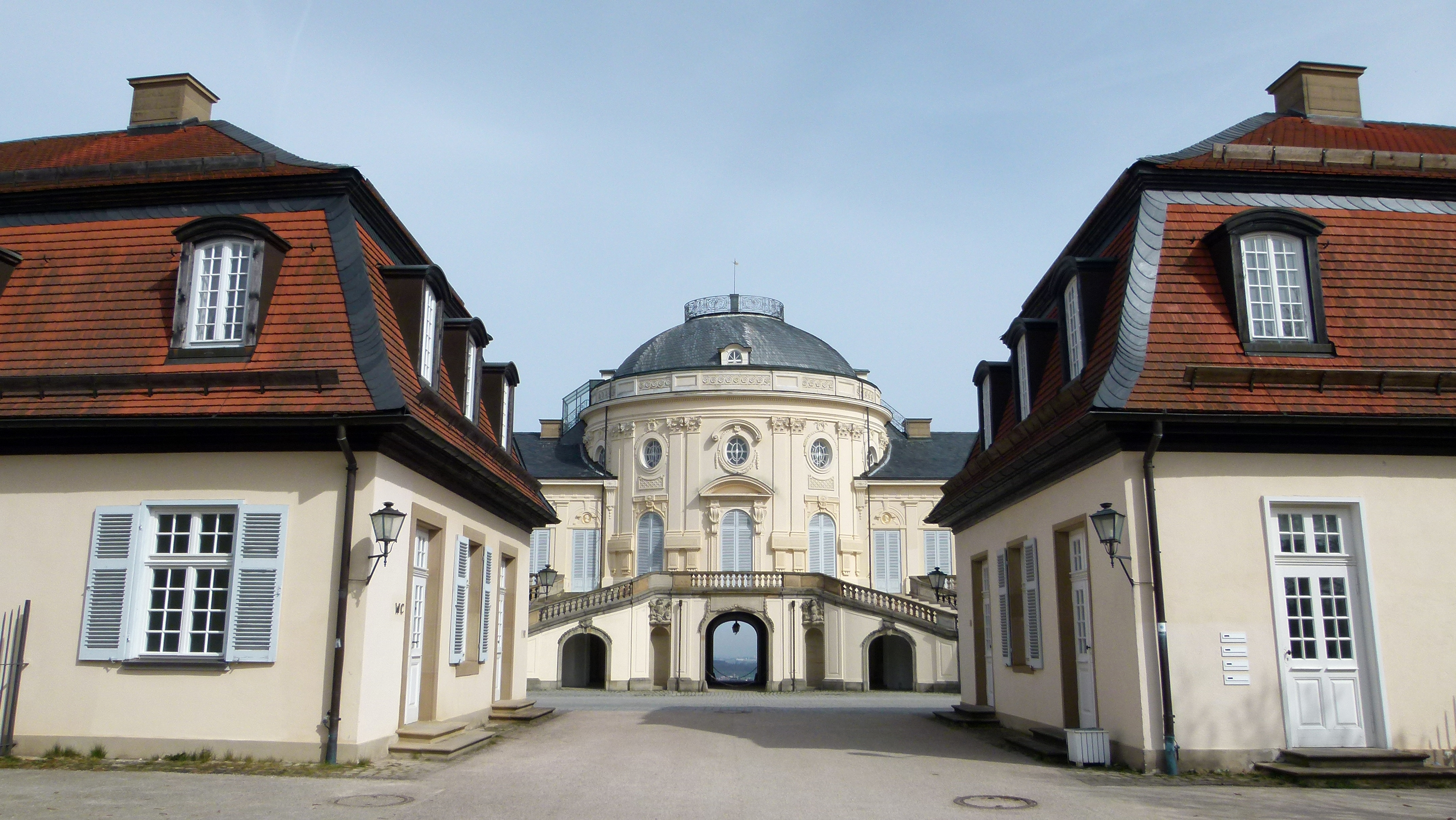
Schloss Solitude Stuttgart

In der Liste der Kulturdenkmale in Stuttgart-West sind alle unbeweglichen Bau- und Kunstdenkmale in Stuttgart-West aufgelistet, die in der Liste der Kulturdenkmale. Unbewegliche Bau- und Kunstdenkmale der Unteren Denkmalschutzbehörde für diesen Stadtbezirk Stuttgarts verzeichnet sind. Stand dieser Liste ist der 25. April 2008.
Diese Liste ist nicht rechtsverbindlich. Eine rechtsverbindliche Auskunft ist lediglich auf Anfrage bei der Unteren Denkmalschutzbehörde der Stadt Stuttgart erhältlich.

## Allgemein
- Bild: Zeigt ein ausgewähltes Bild aus Commons, „Weitere Bilder“ verweist auf die Bilder im Medienarchiv Wikimedia Commons.
- Bezeichnung: Nennt den Namen, die Bezeichnung oder die Art des Kulturdenkmals.
- Lage: Straßenname und Hausnummer oder Flurstücknummer des Kulturdenkmals, gegebenenfalls auch den Ortsteil. Die Grundsortierung der Liste erfolgt nach dieser Adresse. Der Link (Karte) führt zu verschiedenen Kartendiensten mit der Position des Kulturdenkmals. Fehlt dieser Link, wurden die Koordinaten noch nicht eingetragen. Sind diese bekannt, können sie über ein Tool mit einer Kartenansicht einfach nachgetragen werden. In dieser Kartenansicht sind Kulturdenkmale ohne Koordinaten mit einem roten bzw. orangen Marker dargestellt und können durch Verschieben auf die richtige Position in der Karte mit Koordinaten versehen werden. Kulturdenkmale ohne Bild sind an einem blauen bzw. roten Marker erkennbar.
- Datierung: Baubeginn, Fertigstellung, Datum der Erstnennung oder grobe zeitliche Einordnung entsprechend des Eintrags in der zuständigen Denkmaldatenbank (Landesamt für Denkmalpflege Baden-Württemberg).
- Beschreibung: Kurzcharakteristik des Kulturdenkmals.

## Kulturdenkmale im Stadtbezirk Stuttgart-West

### Kräherwald
| Bild           | Bezeichnung                                                              | Lage                                                          | Datierung | Beschreibung | ID |
| -------------- | ------------------------------------------------------------------------ | ------------------------------------------------------------- | --------- | --- | --- |
| Weitere Bilder | Evangelische Waldkirche                                                  | Am Kräherwald 175 (Karte)                                     | 1928,1959 | Bossert A. (1928), Mayer Hannes, Prof. (1959), May Bruno, Künstler, Uhrig H., Bildhauer Geschützt nach § 2 DSchG | |
|                | Nikolauspflege                                                           | Am Kräherwald 271 (Karte)                                     | 1906      | Historismus - Neobarock, Eisenlohr Ludwig und Weigle Carl Geschützt nach § 2 DSchG | |
| Weitere Bilder | Mietshaus                                                                | Bebelstr. 104 (Karte)                                         | 1905–1906 | Historismus, Jugendstil, Hengerer und Katz Geschützt nach § 2 DSchG | |
|                | Mietshaus                                                                | Bebelstr. 117 (Karte)                                         | 1934–1939 | Heimatstil, Stuttgarter Schule 1920–1945. Idee: Paul Bonatz, ausführende Architekten Richard Döcker, Ludwig Eisenlohr junior, Eitel, Karl Gonser, Karl Hengerer, Schmohl u. a. Geschützt als Teil der Sachgesamtheit Vogelsangsiedlung bestehend aus Bebelstr. 117 und 121, Botnanger Str. 6 bis 14 (gerade), Chamissostr. 1, 3 bis 10, Lenaustr. 1, 3, 5, 7, 9, Schenkendorfstr. 1 bis 8, Stirnbrandstr. 3, 5, 6, 8, 9, 10, 13 und 17 Geschützt nach § 2 DSchG | BW |
|                | Mietshaus                                                                | Bebelstr. 121 (Karte)                                         | 1934–1939 | Heimatstil, Stuttgarter Schule 1920–1945. Idee: Paul Bonatz, ausführende Architekten Richard Döcker, Ludwig Eisenlohr junior, Eitel, Karl Gonser, Karl Hengerer, Schmohl u. a. Geschützt als Teil der Sachgesamtheit Vogelsangsiedlung bestehend aus Bebelstr. 117 und 121, Botnanger Str. 6 bis 14 (gerade), Chamissostr. 1, 3 bis 10, Lenaustr. 1, 3, 5, 7, 9, Schenkendorfstr. 1 bis 8, Stirnbrandstr. 3, 5, 6, 8, 9, 10, 13 und 17 Geschützt nach § 2 DSchG | |
| Weitere Bilder | Birkenkopf                                                               | Birkenkopf (Karte)                                            | 1905–1906 | Historismus, Jugendstil, Hengerer und Katz Geschützt nach § 2 DSchG | |
|                | Mietshaus                                                                | Botnanger Straße 6 (Karte)                                    | 1934–1939 | Heimatstil, Stuttgarter Schule 1920–1945. Idee: Paul Bonatz, ausführende Architekten Richard Döcker, Ludwig Eisenlohr junior, Eitel, Karl Gonser, Karl Hengerer, Schmohl u. a. Geschützt als Teil der Sachgesamtheit Vogelsangsiedlung bestehend aus Bebelstr. 117 und 121, Botnanger Str. 6 bis 14 (gerade), Chamissostr. 1, 3 bis 10, Lenaustr. 1, 3, 5, 7, 9, Schenkendorfstr. 1 bis 8, Stirnbrandstr. 3, 5, 6, 8, 9, 10, 13 und 17 Geschützt nach § 2 DSchG | |
|                | Mietshaus                                                                | Botnanger Straße 8 (Karte)                                    | 1934–1939 | Heimatstil, Stuttgarter Schule 1920–1945. Idee: Paul Bonatz, ausführende Architekten Richard Döcker, Ludwig Eisenlohr junior, Eitel, Karl Gonser, Karl Hengerer, Schmohl u. a. Geschützt als Teil der Sachgesamtheit Vogelsangsiedlung bestehend aus Bebelstr. 117 und 121, Botnanger Str. 6 bis 14 (gerade), Chamissostr. 1, 3 bis 10, Lenaustr. 1, 3, 5, 7, 9, Schenkendorfstr. 1 bis 8, Stirnbrandstr. 3, 5, 6, 8, 9, 10, 13 und 17 Geschützt nach § 2 DSchG | |
|                | Mietshaus                                                                | Botnanger Straße 10 (Karte)                                   | 1934–1939 | Heimatstil, Stuttgarter Schule 1920–1945. Idee: Paul Bonatz, ausführende Architekten Richard Döcker, Ludwig Eisenlohr junior, Eitel, Karl Gonser, Karl Hengerer, Schmohl u. a. Geschützt als Teil der Sachgesamtheit Vogelsangsiedlung bestehend aus Bebelstr. 117 und 121, Botnanger Str. 6 bis 14 (gerade), Chamissostr. 1, 3 bis 10, Lenaustr. 1, 3, 5, 7, 9, Schenkendorfstr. 1 bis 8, Stirnbrandstr. 3, 5, 6, 8, 9, 10, 13 und 17 Geschützt nach § 2 DSchG | |
|                | Mietshaus                                                                | Botnanger Straße 12 (Karte)                                   | 1934–1939 | Heimatstil, Stuttgarter Schule 1920–1945. Idee: Paul Bonatz, ausführende Architekten Richard Döcker, Ludwig Eisenlohr junior, Eitel, Karl Gonser, Karl Hengerer, Schmohl u. a. Geschützt als Teil der Sachgesamtheit Vogelsangsiedlung bestehend aus Bebelstr. 117 und 121, Botnanger Str. 6 bis 14 (gerade), Chamissostr. 1, 3 bis 10, Lenaustr. 1, 3, 5, 7, 9, Schenkendorfstr. 1 bis 8, Stirnbrandstr. 3, 5, 6, 8, 9, 10, 13 und 17 Geschützt nach § 2 DSchG | |
|                | Mietshaus                                                                | Botnanger Straße 14 (Karte)                                   | 1934–1939 | Heimatstil, Stuttgarter Schule 1920–1945. Idee: Paul Bonatz, ausführende Architekten Richard Döcker, Ludwig Eisenlohr junior, Eitel, Karl Gonser, Karl Hengerer, Schmohl u. a. Geschützt als Teil der Sachgesamtheit Vogelsangsiedlung bestehend aus Bebelstr. 117 und 121, Botnanger Str. 6 bis 14 (gerade), Chamissostr. 1, 3 bis 10, Lenaustr. 1, 3, 5, 7, 9, Schenkendorfstr. 1 bis 8, Stirnbrandstr. 3, 5, 6, 8, 9, 10, 13 und 17 Geschützt nach § 2 DSchG | |
|                | Mietshaus                                                                | Chamissostraße 1 (Karte)                                      | 1934–1939 | Heimatstil, Stuttgarter Schule 1920–1945. Idee: Paul Bonatz, ausführende Architekten Richard Döcker, Ludwig Eisenlohr junior, Eitel, Karl Gonser, Karl Hengerer, Schmohl u. a. Geschützt als Teil der Sachgesamtheit Vogelsangsiedlung bestehend aus Bebelstr. 117 und 121, Botnanger Str. 6 bis 14 (gerade), Chamissostr. 1, 3 bis 10, Lenaustr. 1, 3, 5, 7, 9, Schenkendorfstr. 1 bis 8, Stirnbrandstr. 3, 5, 6, 8, 9, 10, 13 und 17 Geschützt nach § 2 DSchG | |
|                | Mietshaus                                                                | Chamissostraße 3 (Karte)                                      | 1934–1939 | Heimatstil, Stuttgarter Schule 1920–1945. Idee: Paul Bonatz, ausführende Architekten Richard Döcker, Ludwig Eisenlohr junior, Eitel, Karl Gonser, Karl Hengerer, Schmohl u. a. Geschützt als Teil der Sachgesamtheit Vogelsangsiedlung bestehend aus Bebelstr. 117 und 121, Botnanger Str. 6 bis 14 (gerade), Chamissostr. 1, 3 bis 10, Lenaustr. 1, 3, 5, 7, 9, Schenkendorfstr. 1 bis 8, Stirnbrandstr. 3, 5, 6, 8, 9, 10, 13 und 17 Geschützt nach § 2 DSchG | BW |
|                | Mietshaus                                                                | Chamissostraße 4 (Karte)                                      | 1934–1939 | Heimatstil, Stuttgarter Schule 1920–1945. Idee: Paul Bonatz, ausführende Architekten Richard Döcker, Ludwig Eisenlohr junior, Eitel, Karl Gonser, Karl Hengerer, Schmohl u. a. Geschützt als Teil der Sachgesamtheit Vogelsangsiedlung bestehend aus Bebelstr. 117 und 121, Botnanger Str. 6 bis 14 (gerade), Chamissostr. 1, 3 bis 10, Lenaustr. 1, 3, 5, 7, 9, Schenkendorfstr. 1 bis 8, Stirnbrandstr. 3, 5, 6, 8, 9, 10, 13 und 17 Geschützt nach § 2 DSchG | BW |
|                | Mietshaus                                                                | Chamissostraße 5 (Karte)                                      | 1934–1939 | Heimatstil, Stuttgarter Schule 1920–1945. Idee: Paul Bonatz, ausführende Architekten Richard Döcker, Ludwig Eisenlohr junior, Eitel, Karl Gonser, Karl Hengerer, Schmohl u. a. Geschützt als Teil der Sachgesamtheit Vogelsangsiedlung bestehend aus Bebelstr. 117 und 121, Botnanger Str. 6 bis 14 (gerade), Chamissostr. 1, 3 bis 10, Lenaustr. 1, 3, 5, 7, 9, Schenkendorfstr. 1 bis 8, Stirnbrandstr. 3, 5, 6, 8, 9, 10, 13 und 17 Geschützt nach § 2 DSchG | |
|                | Mietshaus                                                                | Chamissostraße 6 (Karte)                                      | 1934–1939 | Heimatstil, Stuttgarter Schule 1920–1945. Idee: Paul Bonatz, ausführende Architekten Richard Döcker, Ludwig Eisenlohr junior, Eitel, Karl Gonser, Karl Hengerer, Schmohl u. a. Geschützt als Teil der Sachgesamtheit Vogelsangsiedlung bestehend aus Bebelstr. 117 und 121, Botnanger Str. 6 bis 14 (gerade), Chamissostr. 1, 3 bis 10, Lenaustr. 1, 3, 5, 7, 9, Schenkendorfstr. 1 bis 8, Stirnbrandstr. 3, 5, 6, 8, 9, 10, 13 und 17 Geschützt nach § 2 DSchG | BW |
|                | Mietshaus                                                                | Chamissostraße 7 (Karte)                                      | 1934–1939 | Heimatstil, Stuttgarter Schule 1920–1945. Idee: Paul Bonatz, ausführende Architekten Richard Döcker, Ludwig Eisenlohr junior, Eitel, Karl Gonser, Karl Hengerer, Schmohl u. a. Geschützt als Teil der Sachgesamtheit Vogelsangsiedlung bestehend aus Bebelstr. 117 und 121, Botnanger Str. 6 bis 14 (gerade), Chamissostr. 1, 3 bis 10, Lenaustr. 1, 3, 5, 7, 9, Schenkendorfstr. 1 bis 8, Stirnbrandstr. 3, 5, 6, 8, 9, 10, 13 und 17 Geschützt nach § 2 DSchG | |
|                | Mietshaus                                                                | Chamissostraße 8 (Karte)                                      | 1934–1939 | Heimatstil, Stuttgarter Schule 1920–1945. Idee: Paul Bonatz, ausführende Architekten Richard Döcker, Ludwig Eisenlohr junior, Eitel, Karl Gonser, Karl Hengerer, Schmohl u. a. Geschützt als Teil der Sachgesamtheit Vogelsangsiedlung bestehend aus Bebelstr. 117 und 121, Botnanger Str. 6 bis 14 (gerade), Chamissostr. 1, 3 bis 10, Lenaustr. 1, 3, 5, 7, 9, Schenkendorfstr. 1 bis 8, Stirnbrandstr. 3, 5, 6, 8, 9, 10, 13 und 17 Geschützt nach § 2 DSchG | BW |
|                | Mietshaus                                                                | Chamissostraße 9 (Karte)                                      | 1934–1939 | Heimatstil, Stuttgarter Schule 1920–1945. Idee: Paul Bonatz, ausführende Architekten Richard Döcker, Ludwig Eisenlohr junior, Eitel, Karl Gonser, Karl Hengerer, Schmohl u. a. Geschützt als Teil der Sachgesamtheit Vogelsangsiedlung bestehend aus Bebelstr. 117 und 121, Botnanger Str. 6 bis 14 (gerade), Chamissostr. 1, 3 bis 10, Lenaustr. 1, 3, 5, 7, 9, Schenkendorfstr. 1 bis 8, Stirnbrandstr. 3, 5, 6, 8, 9, 10, 13 und 17 Geschützt nach § 2 DSchG | |
|                | Mietshaus                                                                | Chamissostraße 10 (Karte)                                     | 1934–1939 | Heimatstil, Stuttgarter Schule 1920–1945. Idee: Paul Bonatz, ausführende Architekten Richard Döcker, Ludwig Eisenlohr junior, Eitel, Karl Gonser, Karl Hengerer, Schmohl u. a. Geschützt als Teil der Sachgesamtheit Vogelsangsiedlung bestehend aus Bebelstr. 117 und 121, Botnanger Str. 6 bis 14 (gerade), Chamissostr. 1, 3 bis 10, Lenaustr. 1, 3, 5, 7, 9, Schenkendorfstr. 1 bis 8, Stirnbrandstr. 3, 5, 6, 8, 9, 10, 13 und 17 Geschützt nach § 2 DSchG | BW |
|                | Villa Gallatin                                                           | Gaußstr. 39 (Karte)                                           | 1910      | Historismus, Jugendstil, Gallatin Wilhelm Geschützt nach § 2 DSchG | |
|                | Sophienbrunnen                                                           | Hasenbergsteige, Flst.Nr. 9547/3 (Karte)                      | 1839      | Klassizismus Geschützt nach § 2 DSchG | |
|                | Villen (Sachgesamtheit)                                                  | Hauptmannsreute 74, 76 (Karte)                                | 1910      | Historismus - Landhausstil, Bloch und Guggenheimer Geschützt nach § 2 DSchG | |
|                | Villa (Teil der Sachgesamtheit Villen Hauptmannsreute 74, 76)            | Hauptmannsreute 74 (Karte)                                    | 1910      | Historismus - Landhausstil, Bloch und Guggenheimer Geschützt nach § 2 DSchG | |
|                | Villa (Teil der Sachgesamtheit Villen Hauptmannsreute 74, 76)            | Hauptmannsreute 76 (Karte)                                    | 1910      | Historismus - Landhausstil, Bloch und Guggenheimer Geschützt nach § 2 DSchG | |
|                | Ehemalige Villa Honold mit Doppelgarage (Sachgesamtheit)                 | Hauptmannsreute 93, 93a (Karte)                               | 1908      | Historismus, Jugendstil, Fink Karl Geschützt nach § 2 DSchG | |
|                | Doppelgarage (Teil der SG Ehemalige Villa Honold mit Doppelgarage)       | Hauptmannsreute 93a                                           | 1908      | Historismus, Jugendstil, Fink Karl Geschützt nach § 2 DSchG | |
|                | Stützmauer mit Inschrifttafel und Weinbergstaffel (Sachgesamtheit)       | Hauptmannsreute 138, Flst.nr. 7515/14, 7520/1, 7514/1 (Karte) | 1876      | Geschützt nach § 2 DSchG | |
|                | Inschrifttafel (Teil der Sachgesamtheit)                                 | Hauptmannsreute 138, Flst.nr. 7515/14, 7520/1, 7514/1 (Karte) | 1876      | Geschützt nach § 2 DSchG | |
|                | Mietshaus                                                                | Lenaustraße 1 (Karte)                                         | 1934–1939 | Heimatstil, Stuttgarter Schule 1920–1945. Idee: Paul Bonatz, ausführende Architekten Richard Döcker, Ludwig Eisenlohr junior, Eitel, Karl Gonser, Karl Hengerer, Schmohl u. a. Geschützt als Teil der Sachgesamtheit Vogelsangsiedlung bestehend aus Bebelstr. 117 und 121, Botnanger Str. 6 bis 14 (gerade), Chamissostr. 1, 3 bis 10, Lenaustr. 1, 3, 5, 7, 9, Schenkendorfstr. 1 bis 8, Stirnbrandstr. 3, 5, 6, 8, 9, 10, 13 und 17 Geschützt nach § 2 DSchG | |
|                | Mietshaus                                                                | Lenaustraße 3 (Karte)                                         | 1934–1939 | Heimatstil, Stuttgarter Schule 1920–1945. Idee: Paul Bonatz, ausführende Architekten Richard Döcker, Ludwig Eisenlohr junior, Eitel, Karl Gonser, Karl Hengerer, Schmohl u. a. Geschützt als Teil der Sachgesamtheit Vogelsangsiedlung bestehend aus Bebelstr. 117 und 121, Botnanger Str. 6 bis 14 (gerade), Chamissostr. 1, 3 bis 10, Lenaustr. 1, 3, 5, 7, 9, Schenkendorfstr. 1 bis 8, Stirnbrandstr. 3, 5, 6, 8, 9, 10, 13 und 17 Geschützt nach § 2 DSchG | BW |
|                | Mietshaus                                                                | Lenaustraße 5 (Karte)                                         | 1934–1939 | Heimatstil, Stuttgarter Schule 1920–1945. Idee: Paul Bonatz, ausführende Architekten Richard Döcker, Ludwig Eisenlohr junior, Eitel, Karl Gonser, Karl Hengerer, Schmohl u. a. Geschützt als Teil der Sachgesamtheit Vogelsangsiedlung bestehend aus Bebelstr. 117 und 121, Botnanger Str. 6 bis 14 (gerade), Chamissostr. 1, 3 bis 10, Lenaustr. 1, 3, 5, 7, 9, Schenkendorfstr. 1 bis 8, Stirnbrandstr. 3, 5, 6, 8, 9, 10, 13 und 17 Geschützt nach § 2 DSchG | BW |
|                | Mietshaus                                                                | Lenaustraße 7 (Karte)                                         | 1934–1939 | Heimatstil, Stuttgarter Schule 1920–1945. Idee: Paul Bonatz, ausführende Architekten Richard Döcker, Ludwig Eisenlohr junior, Eitel, Karl Gonser, Karl Hengerer, Schmohl u. a. Geschützt als Teil der Sachgesamtheit Vogelsangsiedlung bestehend aus Bebelstr. 117 und 121, Botnanger Str. 6 bis 14 (gerade), Chamissostr. 1, 3 bis 10, Lenaustr. 1, 3, 5, 7, 9, Schenkendorfstr. 1 bis 8, Stirnbrandstr. 3, 5, 6, 8, 9, 10, 13 und 17 Geschützt nach § 2 DSchG | |
|                | Mietshaus                                                                | Lenaustraße 9 (Karte)                                         | 1934–1939 | Heimatstil, Stuttgarter Schule 1920–1945. Idee: Paul Bonatz, ausführende Architekten Richard Döcker, Ludwig Eisenlohr junior, Eitel, Karl Gonser, Karl Hengerer, Schmohl u. a. Geschützt als Teil der Sachgesamtheit Vogelsangsiedlung bestehend aus Bebelstr. 117 und 121, Botnanger Str. 6 bis 14 (gerade), Chamissostr. 1, 3 bis 10, Lenaustr. 1, 3, 5, 7, 9, Schenkendorfstr. 1 bis 8, Stirnbrandstr. 3, 5, 6, 8, 9, 10, 13 und 17 Geschützt nach § 2 DSchG | |
|                | Haus Heim inklusive Garten und Garage (Sachgesamtheit)                   | Markelstr. 16, Flst.nr. 7623/10 (Karte)                       | 1937      | Heimatstil, Stuttgarter Schule 1920–1045, Heim Paul Geschützt nach § 2 DSchG | [[Vorlage:Bilderwunsch/code!/C:48.776432,9.145452!/D:Haus Heim inklusive Garten und Garage (Sachgesamtheit)!/\|BW]] |
|                | Mietshaus                                                                | Schenkendorfstraße 1 (Karte)                                  | 1934–1939 | Heimatstil, Stuttgarter Schule 1920–1945. Idee: Paul Bonatz, ausführende Architekten Richard Döcker, Ludwig Eisenlohr junior, Eitel, Karl Gonser, Karl Hengerer, Schmohl u. a. Geschützt als Teil der Sachgesamtheit Vogelsangsiedlung bestehend aus Bebelstr. 117 und 121, Botnanger Str. 6 bis 14 (gerade), Chamissostr. 1, 3 bis 10, Lenaustr. 1, 3, 5, 7, 9, Schenkendorfstr. 1 bis 8, Stirnbrandstr. 3, 5, 6, 8, 9, 10, 13 und 17 Geschützt nach § 2 DSchG | |
|                | Mietshaus                                                                | Schenkendorfstraße 2 (Karte)                                  | 1934–1939 | Heimatstil, Stuttgarter Schule 1920–1945. Idee: Paul Bonatz, ausführende Architekten Richard Döcker, Ludwig Eisenlohr junior, Eitel, Karl Gonser, Karl Hengerer, Schmohl u. a. Geschützt als Teil der Sachgesamtheit Vogelsangsiedlung bestehend aus Bebelstr. 117 und 121, Botnanger Str. 6 bis 14 (gerade), Chamissostr. 1, 3 bis 10, Lenaustr. 1, 3, 5, 7, 9, Schenkendorfstr. 1 bis 8, Stirnbrandstr. 3, 5, 6, 8, 9, 10, 13 und 17 Geschützt nach § 2 DSchG | BW |
|                | Mietshaus                                                                | Schenkendorfstraße 3 (Karte)                                  | 1934–1939 | Heimatstil, Stuttgarter Schule 1920–1945. Idee: Paul Bonatz, ausführende Architekten Richard Döcker, Ludwig Eisenlohr junior, Eitel, Karl Gonser, Karl Hengerer, Schmohl u. a. Geschützt als Teil der Sachgesamtheit Vogelsangsiedlung bestehend aus Bebelstr. 117 und 121, Botnanger Str. 6 bis 14 (gerade), Chamissostr. 1, 3 bis 10, Lenaustr. 1, 3, 5, 7, 9, Schenkendorfstr. 1 bis 8, Stirnbrandstr. 3, 5, 6, 8, 9, 10, 13 und 17 Geschützt nach § 2 DSchG | |
|                | Mietshaus                                                                | Schenkendorfstraße 4 (Karte)                                  | 1934–1939 | Heimatstil, Stuttgarter Schule 1920–1945. Idee: Paul Bonatz, ausführende Architekten Richard Döcker, Ludwig Eisenlohr junior, Eitel, Karl Gonser, Karl Hengerer, Schmohl u. a. Geschützt als Teil der Sachgesamtheit Vogelsangsiedlung bestehend aus Bebelstr. 117 und 121, Botnanger Str. 6 bis 14 (gerade), Chamissostr. 1, 3 bis 10, Lenaustr. 1, 3, 5, 7, 9, Schenkendorfstr. 1 bis 8, Stirnbrandstr. 3, 5, 6, 8, 9, 10, 13 und 17 Geschützt nach § 2 DSchG | BW |
|                | Mietshaus                                                                | Schenkendorfstraße 5 (Karte)                                  | 1934–1939 | Heimatstil, Stuttgarter Schule 1920–1945. Idee: Paul Bonatz, ausführende Architekten Richard Döcker, Ludwig Eisenlohr junior, Eitel, Karl Gonser, Karl Hengerer, Schmohl u. a. Geschützt als Teil der Sachgesamtheit Vogelsangsiedlung bestehend aus Bebelstr. 117 und 121, Botnanger Str. 6 bis 14 (gerade), Chamissostr. 1, 3 bis 10, Lenaustr. 1, 3, 5, 7, 9, Schenkendorfstr. 1 bis 8, Stirnbrandstr. 3, 5, 6, 8, 9, 10, 13 und 17 Geschützt nach § 2 DSchG | |
|                | Mietshaus                                                                | Schenkendorfstraße 6 (Karte)                                  | 1934–1939 | Heimatstil, Stuttgarter Schule 1920–1945. Idee: Paul Bonatz, ausführende Architekten Richard Döcker, Ludwig Eisenlohr junior, Eitel, Karl Gonser, Karl Hengerer, Schmohl u. a. Geschützt als Teil der Sachgesamtheit Vogelsangsiedlung bestehend aus Bebelstr. 117 und 121, Botnanger Str. 6 bis 14 (gerade), Chamissostr. 1, 3 bis 10, Lenaustr. 1, 3, 5, 7, 9, Schenkendorfstr. 1 bis 8, Stirnbrandstr. 3, 5, 6, 8, 9, 10, 13 und 17 Geschützt nach § 2 DSchG | BW |
|                | Mietshaus                                                                | Schenkendorfstraße 7 (Karte)                                  | 1934–1939 | Heimatstil, Stuttgarter Schule 1920–1945. Idee: Paul Bonatz, ausführende Architekten Richard Döcker, Ludwig Eisenlohr junior, Eitel, Karl Gonser, Karl Hengerer, Schmohl u. a. Geschützt als Teil der Sachgesamtheit Vogelsangsiedlung bestehend aus Bebelstr. 117 und 121, Botnanger Str. 6 bis 14 (gerade), Chamissostr. 1, 3 bis 10, Lenaustr. 1, 3, 5, 7, 9, Schenkendorfstr. 1 bis 8, Stirnbrandstr. 3, 5, 6, 8, 9, 10, 13 und 17 Geschützt nach § 2 DSchG | |
|                | Mietshaus                                                                | Schenkendorfstraße 8 (Karte)                                  | 1934–1939 | Heimatstil, Stuttgarter Schule 1920–1945. Idee: Paul Bonatz, ausführende Architekten Richard Döcker, Ludwig Eisenlohr junior, Eitel, Karl Gonser, Karl Hengerer, Schmohl u. a. Geschützt als Teil der Sachgesamtheit Vogelsangsiedlung bestehend aus Bebelstr. 117 und 121, Botnanger Str. 6 bis 14 (gerade), Chamissostr. 1, 3 bis 10, Lenaustr. 1, 3, 5, 7, 9, Schenkendorfstr. 1 bis 8, Stirnbrandstr. 3, 5, 6, 8, 9, 10, 13 und 17 Geschützt nach § 2 DSchG | BW |
|                | Mietshaus                                                                | Stirnbrandstraße 3 (Karte)                                    | 1934–1939 | Heimatstil, Stuttgarter Schule 1920–1945. Idee: Paul Bonatz, ausführende Architekten Richard Döcker, Ludwig Eisenlohr junior, Eitel, Karl Gonser, Karl Hengerer, Schmohl u. a. Geschützt als Teil der Sachgesamtheit Vogelsangsiedlung bestehend aus Bebelstr. 117 und 121, Botnanger Str. 6 bis 14 (gerade), Chamissostr. 1, 3 bis 10, Lenaustr. 1, 3, 5, 7, 9, Schenkendorfstr. 1 bis 8, Stirnbrandstr. 3, 5, 6, 8, 9, 10, 13 und 17 Geschützt nach § 2 DSchG | BW |
|                | Mietshaus                                                                | Stirnbrandstraße 5 (Karte)                                    | 1934–1939 | Heimatstil, Stuttgarter Schule 1920–1945. Idee: Paul Bonatz, ausführende Architekten Richard Döcker, Ludwig Eisenlohr junior, Eitel, Karl Gonser, Karl Hengerer, Schmohl u. a. Geschützt als Teil der Sachgesamtheit Vogelsangsiedlung bestehend aus Bebelstr. 117 und 121, Botnanger Str. 6 bis 14 (gerade), Chamissostr. 1, 3 bis 10, Lenaustr. 1, 3, 5, 7, 9, Schenkendorfstr. 1 bis 8, Stirnbrandstr. 3, 5, 6, 8, 9, 10, 13 und 17 Geschützt nach § 2 DSchG | |
|                | Mietshaus                                                                | Stirnbrandstraße 6 (Karte)                                    | 1934–1939 | Heimatstil, Stuttgarter Schule 1920–1945. Idee: Paul Bonatz, ausführende Architekten Richard Döcker, Ludwig Eisenlohr junior, Eitel, Karl Gonser, Karl Hengerer, Schmohl u. a. Geschützt als Teil der Sachgesamtheit Vogelsangsiedlung bestehend aus Bebelstr. 117 und 121, Botnanger Str. 6 bis 14 (gerade), Chamissostr. 1, 3 bis 10, Lenaustr. 1, 3, 5, 7, 9, Schenkendorfstr. 1 bis 8, Stirnbrandstr. 3, 5, 6, 8, 9, 10, 13 und 17 Geschützt nach § 2 DSchG | BW |
|                | Mietshaus                                                                | Stirnbrandstraße 8 (Karte)                                    | 1934–1939 | Heimatstil, Stuttgarter Schule 1920–1945. Idee: Paul Bonatz, ausführende Architekten Richard Döcker, Ludwig Eisenlohr junior, Eitel, Karl Gonser, Karl Hengerer, Schmohl u. a. Geschützt als Teil der Sachgesamtheit Vogelsangsiedlung bestehend aus Bebelstr. 117 und 121, Botnanger Str. 6 bis 14 (gerade), Chamissostr. 1, 3 bis 10, Lenaustr. 1, 3, 5, 7, 9, Schenkendorfstr. 1 bis 8, Stirnbrandstr. 3, 5, 6, 8, 9, 10, 13 und 17 Geschützt nach § 2 DSchG | BW |
|                | Mietshaus                                                                | Stirnbrandstraße 9 (Karte)                                    | 1934–1939 | Heimatstil, Stuttgarter Schule 1920–1945. Idee: Paul Bonatz, ausführende Architekten Richard Döcker, Ludwig Eisenlohr junior, Eitel, Karl Gonser, Karl Hengerer, Schmohl u. a. Geschützt als Teil der Sachgesamtheit Vogelsangsiedlung bestehend aus Bebelstr. 117 und 121, Botnanger Str. 6 bis 14 (gerade), Chamissostr. 1, 3 bis 10, Lenaustr. 1, 3, 5, 7, 9, Schenkendorfstr. 1 bis 8, Stirnbrandstr. 3, 5, 6, 8, 9, 10, 13 und 17 Geschützt nach § 2 DSchG | |
|                | Mietshaus                                                                | Stirnbrandstraße 10 (Karte)                                   | 1934–1939 | Heimatstil, Stuttgarter Schule 1920–1945. Idee: Paul Bonatz, ausführende Architekten Richard Döcker, Ludwig Eisenlohr junior, Eitel, Karl Gonser, Karl Hengerer, Schmohl u. a. Geschützt als Teil der Sachgesamtheit Vogelsangsiedlung bestehend aus Bebelstr. 117 und 121, Botnanger Str. 6 bis 14 (gerade), Chamissostr. 1, 3 bis 10, Lenaustr. 1, 3, 5, 7, 9, Schenkendorfstr. 1 bis 8, Stirnbrandstr. 3, 5, 6, 8, 9, 10, 13 und 17 Geschützt nach § 2 DSchG | BW |
|                | Mietshaus                                                                | Stirnbrandstraße 13 (Karte)                                   | 1934–1939 | Heimatstil, Stuttgarter Schule 1920–1945. Idee: Paul Bonatz, ausführende Architekten Richard Döcker, Ludwig Eisenlohr junior, Eitel, Karl Gonser, Karl Hengerer, Schmohl u. a. Geschützt als Teil der Sachgesamtheit Vogelsangsiedlung bestehend aus Bebelstr. 117 und 121, Botnanger Str. 6 bis 14 (gerade), Chamissostr. 1, 3 bis 10, Lenaustr. 1, 3, 5, 7, 9, Schenkendorfstr. 1 bis 8, Stirnbrandstr. 3, 5, 6, 8, 9, 10, 13 und 17 Geschützt nach § 2 DSchG | |
|                | Mietshaus                                                                | Stirnbrandstraße 17 (Karte)                                   | 1934–1939 | Heimatstil, Stuttgarter Schule 1920–1945. Idee: Paul Bonatz, ausführende Architekten Richard Döcker, Ludwig Eisenlohr junior, Eitel, Karl Gonser, Karl Hengerer, Schmohl u. a. Geschützt als Teil der Sachgesamtheit Vogelsangsiedlung bestehend aus Bebelstr. 117 und 121, Botnanger Str. 6 bis 14 (gerade), Chamissostr. 1, 3 bis 10, Lenaustr. 1, 3, 5, 7, 9, Schenkendorfstr. 1 bis 8, Stirnbrandstr. 3, 5, 6, 8, 9, 10, 13 und 17 Geschützt nach § 2 DSchG | |
| Weitere Bilder | Ehemalige Villa Schelling (Teil von SG Ehemalige Villa Schelling)        | Zeppelinstr. 151 (Karte)                                      | 1910      | Historismus - Neobarock, Neoklassizismus, Schweizer Karl Geschützt nach § 2 DSchG | |
|                | 22 Gemarkungsgrenzsteine (Teil der SG „Gemarkungsgrenzsteine Stuttgart“) | Ohne Adresse                                                  |           | Siehe auch Commons-Galerie Geschützt nach § 2 DSchG | |

### Hölderlinplatz
| Bild           | Bezeichnung                                | Lage                                   | Datierung | Beschreibung | ID |
| -------------- | ------------------------------------------ | -------------------------------------- | --------- | --- | -- |
|                | Ehemaliges jüdisches Schwesternheim        | Dillmannstr. 19 (Karte)                | 1913/14   | neoklassizistisch beeinflusste Schwesternheim-Architektur von Bloch und Guggenheimer Geschützt nach § 2 DSchG                   |    |
| Weitere Bilder | Ehemalige Villa Haag                       | Herdweg 69 (Karte)                     | 1904–1905 | Historismus - Neobarock, Jugendstil, Hummel und Förstner Geschützt nach § 2 DSchG                                               |    |
|                | Wohn- und Geschäftshaus                    | Hölderlinplatz 2 A, 2 B (Karte)        | 1913      | Historismus, Widmann E. Geschützt nach § 2 DSchG                                                                                |    |
| Weitere Bilder | Wohn- und Geschäftshaus                    | Hölderlinplatz 4 (Karte)               | 1910–1911 | Neoklassizismus, Stahl G. und Bossert A. Geschützt nach § 2 DSchG                                                               |    |
| Weitere Bilder | Mietshaus                                  | Hölderlinstr. 51 (Karte)               | 1907      | Historismus - additiver Historismus, Dienstbach F. Geschützt nach § 2 DSchG                                                     |    |
| Weitere Bilder | Villa Murschel                             | Hölderlinstr. 54 (Karte)               | 1884      | Historismus - Landhausstil, Eisenlohr Ludwig und Weigle Carl Geschützt nach § 2 DSchG                                           |    |
|                | Mietshaus                                  | Hölderlinstr. 57 (Karte)               | 1912–1913 | Widmann Gustav, Bauunternehmer Geschützt nach § 2 DSchG                                                                         |    |
| Weitere Bilder | Mietshaus                                  | Hölderlinstr. 60, 62 (Karte)           | 1906–1907 | Historismus - additiver Historismus, Mönch Heinrich, Bauunternehmer Geschützt nach § 2 DSchG                                    |    |
| Weitere Bilder | Wohn- und Geschäftshaus                    | Hölderlinstr. 64 (Karte)               | 1914–1915 | Neuer Stil, Widmann Gustav, Bauunternehmer Geschützt nach § 2 DSchG                                                             |    |
| Weitere Bilder | Wohn- und Geschäftshaus                    | Schwabstr. 177, Vorsteigstr. 1 (Karte) | 1912      | Historismus - Neobarock, Neoklassizismus, Widmann Gustav Geschützt nach § 2 DSchG                                               |    |
| Weitere Bilder | Wohn- und Geschäftshäuser (Sachgesamtheit) | Schwabstr. 179 (Karte)                 | 1911–1912 | Historismus - Neobarock, Neoklassizismus, Dienstbach F. Teil der Sachgesamtheit Schwabstr. 179 und 181 Geschützt nach § 2 DSchG |    |
| Weitere Bilder | Wohn- und Geschäftshäuser (Sachgesamtheit) | Schwabstr. 181 (Karte)                 | 1911–1912 | Historismus - Neobarock, Neoklassizismus, Dienstbach F. Teil der Sachgesamtheit Schwabstr. 179 und 181 Geschützt nach § 2 DSchG |    |
| Weitere Bilder | Wohn- und Geschäftshaus                    | Schwabstr. 183, 185 (Karte)            | 1908–1909 | Historismus - Neorenaissance, Neoklassizismus, Schmid und Burkhardt Geschützt nach § 2 DSchG                                    |    |
| Weitere Bilder | Mietshaus                                  | Schwabstr. 187, 189 (Karte)            | 1910      | Neuer Stil, Beckmann Robert Geschützt nach § 2 DSchG                                                                            |    |

### Rosenberg
| Bild           | Bezeichnung                                                                                      | Lage                                                             | Datierung             | Beschreibung | ID |
| -------------- | ------------------------------------------------------------------------------------------------ | ---------------------------------------------------------------- | --------------------- | --- | -- |
| Weitere Bilder | Mietshaus                                                                                        | Breitscheidstr. 31 (Karte)                                       | 1875                  | Historismus - italienische Neorenaissance, Schmälzle Friedrich Geschützt nach § 2 DSchG |    |
| Weitere Bilder | Wohn- und Geschäftshaus                                                                          | Breitscheidstr. 32 (Karte)                                       | 1900–1901             | Historismus - Neogotik, Schiedt Adolf Geschützt nach § 2 DSchG |    |
| Weitere Bilder | Wohn- und Geschäftshäuser (Sachgesamtheit)                                                       | Breitscheidstr. 47, 49 (Karte)                                   | 1893–1894             | Historismus - Neorenaissance, Keller H. Geschützt nach § 2 DSchG |    |
| Weitere Bilder | Wohn- und Geschäftshaus (Sachgesamtheit)                                                         | Breitscheidstr. 78, Senefelderstr. 72 A, 72 B (Karte)            | 1911–1912             | Historismus, Historismus - Neobarock, Kocher Julius Geschützt nach § 2 DSchG |    |
| Weitere Bilder | Mietshaus                                                                                        | Breitscheidstr. 82 (Karte)                                       | 1906–1907             | Historismus - Neobarock, Neugebauer A. Geschützt nach § 2 DSchG |    |
| Weitere Bilder | Mietshaus                                                                                        | Breitscheidstr. 84 (Karte)                                       | 1905                  | Historismus - Neobarock, Bihl Georg Friedrich und Woltz Alfred Geschützt nach § 2 DSchG |    |
|                | Wohn- und Geschäftshaus (Sachgesamtheit)                                                         | Breitscheidstr. 97, Senefelderstr. 70 (Karte)                    | 1895                  | Historismus - deutsche Neorenaissance, Kärcher Heinrich, Werkmeister Geschützt nach § 2 DSchG |    |
|                | Ehemaliges Haus von Pflaum                                                                       | Falkertstr. 29, 31 (Karte)                                       | 1906–1907             | Historismus, Jugendstil, Schlösser Hugo Geschützt nach § 2 DSchG |    |
|                | Dillmann-Gymnasium inklusive Turnhalle und Außenanlagen (Sachgesamtheit)                         | Forststr. 43, Falkertstr. 20 (Karte)                             | 1956–1958             | Internationaler Stil ab 1950, Salzbrenner Peter und Neumann Karl H., Oehler Chr. (Mosaikwand), Sachse und Rothmann (Farbgebung) Geschützt nach § 2 DSchG                                                                               |    |
| Weitere Bilder | Mietshäuser (Sachgesamtheit)                                                                     | Forststr. 65 (Karte)                                             | 1894                  | Historismus - Neorenaissance, Keller H. Teil der Sachgesamtheit Forststraße 65 u 67.jpg Geschützt nach § 2 DSchG |    |
| Weitere Bilder | Mietshäuser (Sachgesamtheit)                                                                     | Forststr. 67 (Karte)                                             | 1894                  | Historismus - Neorenaissance, Keller H. Teil der Sachgesamtheit Forststraße 65 u 67.jpg Geschützt nach § 2 DSchG |    |
| Weitere Bilder | Wohn- und Geschäftshaus                                                                          | Forststr. 94 (Karte)                                             | 1903–1905             | Historismus, Burgenstil, Schieber und Schweizer Teil der Sachgesamtheit Forststr. 94, 96 A, 96 B und Schwabstr. 84 Geschützt nach § 2 DSchG                                                                                            |    |
| Weitere Bilder | Wohn- und Geschäftshaus                                                                          | Forststr. 96 A (Karte)                                           | 1903–1905             | Historismus, Burgenstil, Schieber und Schweizer Teil der Sachgesamtheit Forststr. 94, 96 A, 96 B und Schwabstr. 84 Geschützt nach § 2 DSchG                                                                                            |    |
| Weitere Bilder | Wohn- und Geschäftshaus                                                                          | Forststr. 96 B (Karte)                                           | 1903–1905             | Historismus, Burgenstil, Schieber und Schweizer Teil der Sachgesamtheit Forststr. 94, 96 A, 96 B und Schwabstr. 84 Geschützt nach § 2 DSchG                                                                                            |    |
|                | Wohn- und Geschäftshäuser                                                                        | Hasenbergstr. 99 und 101 (Karte)                                 | 1900                  | Historismus, Keller H. Teil der Sachgesamtheit Hasenbergstr. 99 bis 107 (ungerade) Geschützt nach § 2 DSchG |    |
| Weitere Bilder | Wohn- und Geschäftshaus                                                                          | Hasenbergstr. 103 (Karte)                                        | 1900                  | Historismus, Keller H. Teil der Sachgesamtheit Hasenbergstr. 99 bis 107 (ungerade) Geschützt nach § 2 DSchG |    |
| Weitere Bilder | Wohn- und Geschäftshäuser                                                                        | Hasenbergstr. 105 und 107 (Karte)                                | 1900                  | Historismus, Keller H. Teil der Sachgesamtheit Hasenbergstr. 99 bis 107 (ungerade) Geschützt nach § 2 DSchG |    |
|                | EVT-Verwaltungsgebäude - Eingangshalle und Haupttreppenhaus                                      | Johannesstr. 45 (Karte)                                          | 1956                  | Internationaler Stil ab 1950, Stohrer Paul Geschützt nach § 2 DSchG | BW |
|                | Mietshaus                                                                                        | Johannesstr. 49 (Karte)                                          | 1892                  | Historismus - Neorenaissance, Bihl Georg Friedrich und Woltz Alfred Geschützt nach § 2 DSchG |    |
| Weitere Bilder | Mietshäuser (Sachgesamtheit)                                                                     | Johannesstr. 62, 64, Rosenbergstr. 39 (Karte)                    | 1897–1899             | Historismus - Neorenaissance, Schäufelin G. Geschützt nach § 2 DSchG |    |
| Weitere Bilder | Mietshäuser (Sachgesamtheit)                                                                     | Johannesstr. 67 (Karte)                                          | 1901                  | Historismus, Beisbarth Karl und Früh Jakob Teil einer Sachgesamtheit mit Johannesstr. 69 Geschützt nach § 2 DSchG |    |
| Weitere Bilder | Wohn- und Geschäftshäuser (Sachgesamtheit)                                                       | Johannesstr. 68 (Karte)                                          | 1901–1903             | Historismus, Jugendstil, Seitz A. Teil einer Sachgesamtheit mit Johannesstr. 72 Geschützt nach § 2 DSchG |    |
| Weitere Bilder | Mietshäuser (Sachgesamtheit)                                                                     | Johannesstr. 69 (Karte)                                          | 1901                  | Historismus, Beisbarth Karl und Früh Jakob Teil einer Sachgesamtheit Johannesstr. 67 Geschützt nach § 2 DSchG |    |
| Weitere Bilder | Mietshäuser (Sachgesamtheit)                                                                     | Johannesstr. 71 (Karte)                                          | 1897–1899             | Historismus, Mack W. Teil einer Sachgesamtheit mit Johannesstr. 73 Geschützt nach § 2 DSchG |    |
| Weitere Bilder | Wohn- und Geschäftshäuser (Sachgesamtheit)                                                       | Johannesstr. 72 (Karte)                                          | 1901–1903             | Historismus, Jugendstil, Seitz A. Teil einer Sachgesamtheit mit Johannesstr. 68 Geschützt nach § 2 DSchG |    |
| Weitere Bilder | Mietshäuser (Sachgesamtheit)                                                                     | Johannesstr. 73 (Karte)                                          | 1897–1899             | Historismus, Mack W. Teil einer Sachgesamtheit mit Johannesstr. 71 Geschützt nach § 2 DSchG |    |
| Weitere Bilder | Mietshaus                                                                                        | Johannesstr. 74 (Karte)                                          | 1896                  | Historismus - additiver Historismus, Mack W. Geschützt nach § 2 DSchG |    |
| Weitere Bilder | Verwaltungsgebäude der Landwirtschaftlichen Genossenschaft                                       | Johannesstr. 86, 86 A, 86 B, 86 C (Karte)                        | 1916                  | Neoklassizismus, Eitel Albert Geschützt nach § 2 DSchG |    |
| Weitere Bilder | Wohn- und Geschäftshäuser (Sachgesamtheit)                                                       | Johannesstr. 90 (Karte)                                          | 1910–1912             | Historismus, Jugendstil, Mueller Max und Widmann Gottlob, Bauunternehmer Teil der Sachgesamtheit "Johannesstr. 90, 92, Lerchenstr. 54, 56, 58, Ludwig-Pfau-Str. 1 A, 1 B, 2, 3, 5, 7, Traubenstr. 45, 49, 51" Geschützt nach § 2 DSchG |    |
| Weitere Bilder | Wohn- und Geschäftshäuser (Sachgesamtheit)                                                       | Johannesstr. 92 (Karte)                                          | 1910–1912             | Historismus, Jugendstil, Mueller Max und Widmann Gottlob, Bauunternehmer Teil der Sachgesamtheit "Johannesstr. 90, 92, Lerchenstr. 54, 56, 58, Ludwig-Pfau-Str. 1 A, 1 B, 2, 3, 5, 7, Traubenstr. 45, 49, 51" Geschützt nach § 2 DSchG |    |
| Weitere Bilder | Straße mit Allee (Johannesstraße) Platz und See (Sachgesamtheit)                                 | Johannesstraße und Feuerseeplatz mit Feuersee (Karte)            | 1855, 1865–1876, 1905 | Historismus Geschützt nach § 2 DSchG |    |
|                | Wohn- und Geschäftshäuser (Sachgesamtheit)                                                       | Lerchenstr. 54 (Karte)                                           | 1910–1912             | Historismus, Jugendstil, Mueller Max und Widmann Gottlob, Bauunternehmer Teil der Sachgesamtheit "Johannesstr. 90, 92, Lerchenstr. 54, 56, 58, Ludwig-Pfau-Str. 1 A, 1 B, 2, 3, 5, 7, Traubenstr. 45, 49, 51" Geschützt nach § 2 DSchG |    |
|                | Wohn- und Geschäftshäuser (Sachgesamtheit)                                                       | Lerchenstr. 56 (Karte)                                           | 1910–1912             | Historismus, Jugendstil, Mueller Max und Widmann Gottlob, Bauunternehmer Teil der Sachgesamtheit "Johannesstr. 90, 92, Lerchenstr. 54, 56, 58, Ludwig-Pfau-Str. 1 A, 1 B, 2, 3, 5, 7, Traubenstr. 45, 49, 51" Geschützt nach § 2 DSchG |    |
|                | Wohn- und Geschäftshäuser (Sachgesamtheit)                                                       | Lerchenstr. 58 (Karte)                                           | 1910–1912             | Historismus, Jugendstil, Mueller Max und Widmann Gottlob, Bauunternehmer Teil der Sachgesamtheit "Johannesstr. 90, 92, Lerchenstr. 54, 56, 58, Ludwig-Pfau-Str. 1 A, 1 B, 2, 3, 5, 7, Traubenstr. 45, 49, 51" Geschützt nach § 2 DSchG |    |
|                | Wohn- und Geschäftshaus                                                                          | Lerchenstr. 69 (Karte)                                           | 1907                  | Historismus - Neobarock, Nill Eugen, Prof. Geschützt nach § 2 DSchG |    |
| Weitere Bilder | Mietshaus                                                                                        | Lerchenstr. 70 (Karte)                                           | 1900                  | Historismus - Neobarock, Mack Wilhelm Geschützt nach § 2 DSchG |    |
| Weitere Bilder | Wohn- und Geschäftshäuser (Sachgesamtheit)                                                       | Lerchenstr. 75, Senefelderstr. 102 (Karte)                       | 1900–1902             | Historismus - Neogotik, Bihl Georg Friedrich und Woltz Alfred Teil der Sachgesamtheit Lerchenstr. 75/Senefelderstr. 102 und Senefelderstraße 105 Geschützt nach § 2 DSchG                                                              |    |
| Weitere Bilder | Doppel-Wohn- und Geschäftshaus                                                                   | Lerchenstraße 77, 79 (Karte)                                     | 1900                  | Historismus, Jugendstil, Eichenbrenner und Würth, Bauunternehmen Teil der Sachgesamtheit Senefelderstr. 95, 96, 97, 98, 99, 101, 103, Lerchenstr. 77 und 79 Geschützt nach § 2 DSchG                                                   |    |
| Weitere Bilder | Wohn- und Geschäftshaus                                                                          | Lerchenstr. 78, 80 (Karte)                                       | 1899–1900             | Historismus - Neogotik, Heim Carl und Sipple Heinz Geschützt nach § 2 DSchG |    |
| Weitere Bilder | Wohn- und Geschäftshäuser (Sachgesamtheit)                                                       | Lerchenstr. 83, 85, Schwabstr. 102, 104 (Karte)                  | 1899–1900             | Historismus - Neogotik, Stahl G. und Bossert A. Geschützt nach § 2 DSchG |    |
| Weitere Bilder | Mietshaus                                                                                        | Lindenspürstr. 33 (Karte)                                        | 1912                  | Historismus - Neogotik, Hessel Eugen Geschützt nach § 2 DSchG |    |
| Weitere Bilder | Ehemalige Textilfabrik Bleyle                                                                    | Lindenspürstr. 39 (Karte)                                        | 1908                  | Frühe Industriearchitektur bis 1920, Manz P.J. Geschützt nach § 2 DSchG |    |
|                | Wohn- und Geschäftshäuser (Sachgesamtheit)                                                       | Ludwig-Pfau-Str. 1 A (Karte)                                     | 1910–1912             | Historismus, Jugendstil, Mueller Max und Widmann Gottlob, Bauunternehmer Teil der Sachgesamtheit "Johannesstr. 90, 92, Lerchenstr. 54, 56, 58, Ludwig-Pfau-Str. 1 A, 1 B, 2, 3, 5, 7, Traubenstr. 45, 49, 51" Geschützt nach § 2 DSchG |    |
|                | Wohn- und Geschäftshäuser (Sachgesamtheit)                                                       | Ludwig-Pfau-Str. 1 B (Karte)                                     | 1910–1912             | Historismus, Jugendstil, Mueller Max und Widmann Gottlob, Bauunternehmer Teil der Sachgesamtheit "Johannesstr. 90, 92, Lerchenstr. 54, 56, 58, Ludwig-Pfau-Str. 1 A, 1 B, 2, 3, 5, 7, Traubenstr. 45, 49, 51" Geschützt nach § 2 DSchG |    |
| Weitere Bilder | Wohn- und Geschäftshäuser (Sachgesamtheit)                                                       | Ludwig-Pfau-Str. 2 (Karte)                                       | 1910–1912             | Historismus, Jugendstil, Mueller Max und Widmann Gottlob, Bauunternehmer Teil der Sachgesamtheit "Johannesstr. 90, 92, Lerchenstr. 54, 56, 58, Ludwig-Pfau-Str. 1 A, 1 B, 2, 3, 5, 7, Traubenstr. 45, 49, 51" Geschützt nach § 2 DSchG |    |
|                | Wohn- und Geschäftshäuser (Sachgesamtheit)                                                       | Ludwig-Pfau-Str. 3 (Karte)                                       | 1910–1912             | Historismus, Jugendstil, Mueller Max und Widmann Gottlob, Bauunternehmer Teil der Sachgesamtheit "Johannesstr. 90, 92, Lerchenstr. 54, 56, 58, Ludwig-Pfau-Str. 1 A, 1 B, 2, 3, 5, 7, Traubenstr. 45, 49, 51" Geschützt nach § 2 DSchG |    |
|                | Wohn- und Geschäftshäuser (Sachgesamtheit)                                                       | Ludwig-Pfau-Str. 5 (Karte)                                       | 1910–1912             | Historismus, Jugendstil, Mueller Max und Widmann Gottlob, Bauunternehmer Teil der Sachgesamtheit "Johannesstr. 90, 92, Lerchenstr. 54, 56, 58, Ludwig-Pfau-Str. 1 A, 1 B, 2, 3, 5, 7, Traubenstr. 45, 49, 51" Geschützt nach § 2 DSchG |    |
|                | Wohn- und Geschäftshäuser (Sachgesamtheit)                                                       | Ludwig-Pfau-Str. 7 (Karte)                                       | 1910–1912             | Historismus, Jugendstil, Mueller Max und Widmann Gottlob, Bauunternehmer Teil der Sachgesamtheit "Johannesstr. 90, 92, Lerchenstr. 54, 56, 58, Ludwig-Pfau-Str. 1 A, 1 B, 2, 3, 5, 7, Traubenstr. 45, 49, 51" Geschützt nach § 2 DSchG |    |
|                | Mietshaus                                                                                        | Ludwig-Pfau-Str. 15 (Karte)                                      | 1909                  | Neuer Stil, Widmann Gottlob, Bauunternehmer Geschützt nach § 2 DSchG |    |
|                | Wohn- und Geschäftshäuser (Sachgesamtheit)                                                       | Rosenbergplatz 2, 3, Rosenbergstr. 94, 96, Schwabstr. 98 (Karte) | 1903–1910             | Historismus, Nill, Bauunternehmer Geschützt nach § 2 DSchG |    |
| Weitere Bilder | Wilhelmshospital (historische Fassaden, Treppenhäuser, Vorgarten mit Einfriedung) Sachgesamtheit | Rosenbergstr. 38, Flst.Nr. 7899/28 (Karte)                       | 1904–1906             | Historismus - Neobarock, Bihl Georg Friedrich und Woltz Alfred Geschützt nach § 2 DSchG |    |
| Weitere Bilder | Mietshaus                                                                                        | Rosenbergstr. 46 (Karte)                                         | 1902                  | Historismus - Neobarock, Mößner August, Bauunternehmer Geschützt nach § 2 DSchG |    |
| Weitere Bilder | Mietshaus                                                                                        | Rosenbergstr. 53 (Karte)                                         | 1898                  | Historismus - Neogotik, Jugendstil, Mack W. Geschützt nach § 2 DSchG |    |
| Weitere Bilder | Wohn- und Geschäftshaus                                                                          | Rosenbergstr. 62, 64 (Karte)                                     | 1902                  | Historismus, Früh Jakob, Bauunternehmer Geschützt nach § 2 DSchG |    |
| Weitere Bilder | Wohn- und Geschäftshaus                                                                          | Rosenbergstr. 72 (Karte)                                         | 1904                  | Historismus - Neobarock, Mack Wilhelm Geschützt nach § 2 DSchG |    |
| Weitere Bilder | Evangelische Rosenbergkirche                                                                     | Rosenbergstr. 92, 92a (Karte)                                    | 1956                  | Organisches Bauen, Rohrberg Erwin, Regierungsbaumeister Geschützt nach § 2 DSchG |    |
|                | Wohn- und Geschäftshaus                                                                          | Schloßstr. 60 (Karte)                                            | 1899–1900             | Historismus, Bihl Georg Friedrich und Woltz Alfred Geschützt nach § 2 DSchG |    |
| Weitere Bilder | Wohn- und Geschäftshaus                                                                          | Schwabstr. 84 (Karte)                                            | 1903–1905             | Historismus, Burgenstil, Schieber und Schweizer Teil der Sachgesamtheit Forststr. 94, 96 A, 96 B und Schwabstr. 84 Geschützt nach § 2 DSchG                                                                                            |    |
| Weitere Bilder | Wohn- und Geschäftshaus                                                                          | Schwabstr. 100 (Karte)                                           | 1910–1911             | Historismus - Neogotik, Neoklassizismus, Dienstbach Friedrich Geschützt nach § 2 DSchG |    |
| Weitere Bilder | Wohn- und Geschäftshaus                                                                          | Schwabstr. 106 (Karte)                                           | 1913–1914             | Neuer Stil, Retter Adolf Geschützt nach § 2 DSchG |    |
|                | Wohn- und Geschäftshäuser (Sachgesamtheit)                                                       | Schwabstr. 112, 114 (Karte)                                      | 1909–1910             | Neoklassizismus, Schieber Albert Geschützt nach § 2 DSchG |    |
|                | Mietshäuser (Sachgesamtheit)                                                                     | Schwabstr. 126, 128 (Karte)                                      | 1909–1910             | Historismus, Jugendstil, Baudistel H. Geschützt nach § 2 DSchG |    |
| Weitere Bilder | Katholische Kirche St. Fidelis                                                                   | Seidenstr. 39,41 (Karte)                                         | 1925, 1964–1965       | Hummel Clemens (1925), Schwarz Rudolf (1964–1965), Zeitler (Bildhauer) Geschützt nach § 12 DSchG |    |
|                | Wohn- und Geschäftshäuser (Sachgesamtheit)                                                       | Senefelderstr. 67 (Karte)                                        | 1904–1905             | Historismus, Jugendstil Teil der Sachgesamtheit Senefelderstr. 67, 69 A, 69 B, 69 C Geschützt nach § 2 DSchG |    |
| Weitere Bilder | Wohn- und Geschäftshäuser (Sachgesamtheit)                                                       | Senefelderstr. 69 A (Karte)                                      | 1904–1905             | Historismus, Jugendstil Teil der Sachgesamtheit Senefelderstr. 67, 69 A, 69 B, 69 C Geschützt nach § 2 DSchG |    |
| Weitere Bilder | Wohn- und Geschäftshäuser (Sachgesamtheit)                                                       | Senefelderstr. 69 B und 69 C (Karte)                             | 1904–1905             | Historismus, Jugendstil Teil der Sachgesamtheit Senefelderstr. 67, 69 A, 69 B, 69 C Geschützt nach § 2 DSchG |    |
|                | Wohn- und Geschäftshaus                                                                          | Senefelderstr. 95 (Karte)                                        | 1900                  | Historismus, Jugendstil, Eichenbrenner und Würth, Bauunternehmen Teil der Sachgesamtheit Senefelderstr. 95, 96, 97, 98, 99, 101, 103, Lerchenstr. 77, 79 Geschützt nach § 2 DSchG                                                      |    |
| Weitere Bilder | Wohn- und Geschäftshaus                                                                          | Senefelderstr. 96 (Karte)                                        | 1900                  | Historismus, Jugendstil, Eichenbrenner und Würth, Bauunternehmen Teil der Sachgesamtheit Senefelderstr. 95, 96, 97, 98, 99, 101, 103, Lerchenstr. 77, 79 Geschützt nach § 2 DSchG                                                      |    |
| Weitere Bilder | Wohn- und Geschäftshaus                                                                          | Senefelderstr. 97 (Karte)                                        | 1900                  | Historismus, Jugendstil, Eichenbrenner und Würth, Bauunternehmen Teil der Sachgesamtheit Senefelderstr. 95, 96, 97, 98, 99, 101, 103, Lerchenstr. 77, 79 Geschützt nach § 2 DSchG                                                      |    |
| Weitere Bilder | Wohn- und Geschäftshaus                                                                          | Senefelderstr. 98 (Karte)                                        | 1900                  | Historismus, Jugendstil, Eichenbrenner und Würth, Bauunternehmen Teil der Sachgesamtheit Senefelderstr. 95, 96, 97, 98, 99, 101, 103, Lerchenstr. 77, 79 Geschützt nach § 2 DSchG                                                      |    |
| Weitere Bilder | Doppel-Wohn- und Geschäftshaus                                                                   | Senefelderstr. 99 und 101 (Karte)                                | 1900                  | Historismus, Jugendstil, Eichenbrenner und Würth, Bauunternehmen Teil der Sachgesamtheit Senefelderstr. 95, 96, 97, 98, 99, 101, 103, Lerchenstr. 77, 79 Geschützt nach § 2 DSchG                                                      |    |
| Weitere Bilder | Doppel-Wohn- und Geschäftshaus                                                                   | Senefelderstr. 103 (Karte)                                       | 1900                  | Historismus, Jugendstil, Eichenbrenner und Würth, Bauunternehmen Teil der Sachgesamtheit Senefelderstr. 95, 96, 97, 98, 99, 101, 103, Lerchenstr. 77, 79 Geschützt nach § 2 DSchG                                                      |    |
|                | Mietshaus                                                                                        | Senefelderstr. 100 (Karte)                                       | 1897                  | Historismus - Neorenaissance, Mack W. Geschützt nach § 2 DSchG |    |
| Weitere Bilder | Wohn- und Geschäftshäuser (Sachgesamtheit)                                                       | Senefelderstr. 105 (Karte)                                       | 1900–1902             | Historismus - Neogotik, Bihl Georg Friedrich und Woltz Alfred Teil der Sachgesamtheit Lerchenstr. 75/Senefelderstr. 102 und Senefelderstraße 105 Geschützt nach § 2 DSchG                                                              |    |
|                | Friedrich-Eugens-Gymnasium mit Turnhalle und Außenanlagen (Sachgesamtheit)                       | Silberburgstr. 86, 86a (Karte)                                   | 1952–1954             | Internationaler Stil ab 1950, Brüllmann Hans, Prof., Debus Maximilian, Heim P.O. u. a. Geschützt nach § 2 DSchG |    |
|                | Haidlen-Denkmal                                                                                  | Silcherstraße, Seidenanlage, Flst.nr. 514 (Karte)                | 1885                  | Historismus - Neorenaissance, Leins Chr. Fr. (Denkmal), Rösch, Bildhauer (Büste) Geschützt nach § 2 DSchG |    |
| Weitere Bilder | Wohn- und Geschäftshäuser (Sachgesamtheit)                                                       | Traubenstr. 45 (Karte)                                           | 1910–1912             | Historismus, Jugendstil, Mueller Max und Widmann Gottlob, Bauunternehmer Teil der Sachgesamtheit "Johannesstr. 90, 92, Lerchenstr. 54, 56, 58, Ludwig-Pfau-Str. 1 A, 1 B, 2, 3, 5, 7, Traubenstr. 45, 49, 51" Geschützt nach § 2 DSchG |    |
|                | Wohn- und Geschäftshäuser (Sachgesamtheit)                                                       | Traubenstr. 49, 51 (Karte)                                       | 1910–1912             | Historismus, Jugendstil, Mueller Max und Widmann Gottlob, Bauunternehmer Teil der Sachgesamtheit "Johannesstr. 90, 92, Lerchenstr. 54, 56, 58, Ludwig-Pfau-Str. 1 A, 1 B, 2, 3, 5, 7, Traubenstr. 45, 49, 51" Geschützt nach § 2 DSchG |    |

### Feuersee
| Bild           | Bezeichnung | Lage                                                                                        | Datierung                   | Beschreibung | ID |
| -------------- | --- | ------------------------------------------------------------------------------------------- | --------------------------- | --- | -- |
|                | Wohnhaus | Augustenstr. 8 (Karte)                                                                      | 1843–1844                   | Klassizismus, Fahrion, Werkmeister Geschützt nach § 2 DSchG |    |
|                | Verlagsdruckerei Belser                                                                                         | Augustenstr. 9, 13 (Karte)                                                                  | 1912–1913                   | Neoklassizismus, Bauder und Ehmann Geschützt nach § 2 DSchG | BW |
| Weitere Bilder | Mietshaus | Augustenstr. 25 (Karte)                                                                     | 1870                        | Historismus - ital. Neorenaissance, Otto Bayer Geschützt nach § 2 DSchG                                                                                               |    |
| Weitere Bilder | Ehemaliges Haus Buschle                                                                                         | Augustenstr. 27 (Karte)                                                                     | 1873                        | Historismus - Neorenaissance, Wittmann Geschützt nach § 2 DSchG |    |
| Weitere Bilder | Mietshaus | Augustenstr. 29 (Karte)                                                                     | 1867                        | Historismus, Klassizismus, G. Klink, Werkmeister (offenbar) Geschützt nach § 2 DSchG                                                                                  |    |
| Weitere Bilder | Mietshaus | Augustenstr. 36 (Karte)                                                                     | 1896                        | Historismus - Neobarock, Lambert und Stahl Geschützt nach § 2 DSchG                                                                                                   |    |
| Weitere Bilder | Mietshaus Teil der Sachgesamtheit Augustenstr. 39A und 39B                                                      | Augustenstr. 39 A (Karte)                                                                   | 1895                        | Historismus - Neogotik, H. Keller Geschützt nach § 2 DSchG |    |
| Weitere Bilder | Mietshaus Teil der Sachgesamtheit Augustenstr. 39A und 39B                                                      | Augustenstr. 39 B (Karte)                                                                   | 1895                        | Historismus - Neogotik, H. Keller Geschützt nach § 2 DSchG |    |
| Weitere Bilder | Mietshaus (Sachgesamtheit)                                                                                      | Augustenstr. 40 (Karte)                                                                     | 1871–1872                   | Historismus - Neorenaissance, Eugen Albert Teil der Sachgesamtheit Augustenstr. 40, 42, 44 Geschützt nach § 2 DSchG                                                   |    |
| Weitere Bilder | Mietshaus (Sachgesamtheit)                                                                                      | Augustenstr. 41 (Karte)                                                                     | 1888–1889                   | Historismus - deutsche Neorenaissance, H. Keller Teil der Sachgesamtheit Augustenstr. 41, 43 Geschützt nach § 2 DSchG                                                 |    |
| Weitere Bilder | Mietshaus (Sachgesamtheit)                                                                                      | Augustenstr. 42 (Karte)                                                                     | 1871–1872                   | Historismus - Neorenaissance, Eugen Albert Teil der Sachgesamtheit Augustenstr. 40, 42, 44 Geschützt nach § 2 DSchG                                                   |    |
| Weitere Bilder | Mietshaus (Sachgesamtheit)                                                                                      | Augustenstr. 43 (Karte)                                                                     | 1888–1889                   | Historismus - deutsche Neorenaissance, H. Keller Teil der Sachgesamtheit Augustenstr. 41, 43 Geschützt nach § 2 DSchG                                                 |    |
| Weitere Bilder | Mietshaus (Sachgesamtheit)                                                                                      | Augustenstr. 44 (Karte)                                                                     | 1871–1872                   | Historismus - Neorenaissance, Eugen Albert Teil der Sachgesamtheit Augustenstr. 40, 42, 44 Geschützt nach § 2 DSchG                                                   |    |
| Weitere Bilder | Mietshaus Teil der Sachgesamtheit Augustenstr. 45 und 47                                                        | Augustenstr. 45 (Karte)                                                                     | 1871                        | Historismus - Neorenaissance, J. Hofacker, Zimmerwerkmeister Geschützt nach § 2 DSchG                                                                                 |    |
| Weitere Bilder | Mietshaus | Augustenstr. 46, 48 (Karte)                                                                 | 1874                        | Historismus - Neorenaissance, Wittmann und Stahl Geschützt nach § 2 DSchG                                                                                             |    |
| Weitere Bilder | Mietshaus Teil der Sachgesamtheit Augustenstr. 45 und 47                                                        | Augustenstr. 47 (Karte)                                                                     | 1871                        | Historismus - Neorenaissance, J. Hofacker, Zimmerwerkmeister Geschützt nach § 2 DSchG                                                                                 |    |
| Weitere Bilder | Mietshaus von G. Siegle (Sachgesamtheit)                                                                        | Augustenstr. 49 (Karte)                                                                     | 1878–1880                   | Historismus - Neorenaissance Teil der Sachgesamtheit Augustenstr. 49 bis 55 (ungerade) Geschützt nach § 2 DSchG                                                       |    |
| Weitere Bilder | Mietshaus | Augustenstr. 50 (Karte)                                                                     | 1880                        | Historismus - Neorenaissance, Eugen Albert Geschützt nach § 2 DSchG                                                                                                   |    |
| Weitere Bilder | Mietshäuser von G. Siegle (Sachgesamtheit)                                                                      | Augustenstr. 51, 53 (Karte)                                                                 | 1878–1880                   | Historismus - Neorenaissance Teil der Sachgesamtheit Augustenstr. 49 bis 55 (ungerade) Geschützt nach § 2 DSchG                                                       |    |
|                | Wohn- und Geschäftshaus                                                                                         | Augustenstr. 52 (Karte)                                                                     | 1914                        | Historismus - additiver Historismus, Beckmann und Seezer Geschützt nach § 2 DSchG                                                                                     |    |
| Weitere Bilder | Mietshaus von G. Siegle (Sachgesamtheit)                                                                        | Augustenstr. 55 (Karte)                                                                     | 1878–1880                   | Historismus - Neorenaissance Teil der Sachgesamtheit Augustenstr. 49 bis 55 (ungerade) Geschützt nach § 2 DSchG                                                       |    |
| Weitere Bilder | Mietshaus | Augustenstr. 58 A, 58 B (Karte)                                                             | 1886                        | Historismus - deutsche Neorenaissance, Alexius Lehenherr und Aaron Landauer, Werkmeister Geschützt nach § 2 DSchG                                                     |    |
| Weitere Bilder | Mietshaus | Augustenstr. 61 A (Karte)                                                                   | 1886                        | Historismus - Neorenaissance, Schmid und Burkhardt Geschützt nach § 2 DSchG                                                                                           |    |
| Weitere Bilder | Ehemalige Städtische Frauenklinik, heute Gesundheitsamt Stuttgart                                               | vormals Bismarckstr. 3, heute Schloßstraße 91, 93 (Karte)                                   | 1925                        | Neobarock, Heimatstil, Expressionismus, Pfaff, Städtisches Hochbauamt Geschützt nach § 2 DSchG                                                                        |    |
| Weitere Bilder | Doppelmietshaus                                                                                                 | Feuerseeplatz 6, 7 (Karte)                                                                  | 1859–1860                   | Historismus - italienische Neorenaissance, Klassizismus, Christian Wagner, Werkmeister Geschützt nach § 2 DSchG                                                       |    |
| Weitere Bilder | Mietshäuser (Sachgesamtheit)                                                                                    | Feuerseeplatz 12 (Karte)                                                                    | 1866                        | Klassizismus, Historismus - Neorenaissance, F. Murthum Geschützt nach § 2 DSchG                                                                                       |    |
| Weitere Bilder | Mietshäuser (Sachgesamtheit)                                                                                    | Feuerseeplatz 13 (Karte)                                                                    | 1866                        | Klassizismus, Historismus - Neorenaissance, F. Murthum Geschützt nach § 2 DSchG                                                                                       |    |
|                | Mietshaus | Gutenbergstr. 2 (Karte)                                                                     | 1860–1870                   | Klassizismus Geschützt nach § 2 DSchG |    |
| Weitere Bilder | Evangelische Johanneskirche                                                                                     | Gutenbergstr. 11 (Karte)                                                                    | 1864–1876                   | Historismus - Neogotik, Christian Friedrich Leins Geschützt nach § 12 DSchG                                                                                           |    |
| Weitere Bilder | Mietshaus | Gutenbergstr. 16 (Karte)                                                                    | 1874                        | Historismus - italienische Neorenaissance, Albert Wagner Geschützt nach § 2 DSchG                                                                                     |    |
| Weitere Bilder | Ehemalige Vereinsdruckerei                                                                                      | Hasenbergstr. 13, 15 (Karte)                                                                | 1898                        | Historismus - Neorenaissance, A. Hofacker Geschützt nach § 2 DSchG |    |
| Weitere Bilder | Mietshaus | Hasenbergstr. 14 (Karte)                                                                    | 1900–1901                   | Historismus - additiver Historismus, H. Keller Geschützt nach § 2 DSchG                                                                                               |    |
| Weitere Bilder | Wohn- und Geschäftshaus                                                                                         | Hasenbergstr. 17 (Karte)                                                                    | 1895                        | Historismus - Neorenaissance, H. Keller Geschützt nach § 2 DSchG |    |
| Weitere Bilder | Wohn- und Fabrikgebäude (Sachgesamtheit)                                                                        | Hasenbergstr. 18 (Karte)                                                                    | 1862, 1866, 1878, 1900–1901 | Historismus - Neobarock, Jugendstil (1900–1901), Unbekannt (1862), Weirether J. (1900–1901) Teil der Sachgesamtheit Hasenbergstr. 18, 18 A Geschützt nach § 2 DSchG   |    |
| Weitere Bilder | Wohn- und Fabrikgebäude (Sachgesamtheit)                                                                        | Hasenbergstr. 18 A (Karte)                                                                  | 1862, 1866, 1878, 1900–1901 | Historismus - Neobarock, Jugendstil (1900–1901), Unbekannt (1862), Weirether J. (1900–1901) Teil der Sachgesamtheit Hasenbergstr. 18, 18 A Geschützt nach § 2 DSchG   |    |
| Weitere Bilder | Mietshaus | Hasenbergstr. 19 (Karte)                                                                    | 1890–1899                   | Historismus, H. Keller Geschützt nach § 2 DSchG |    |
| Weitere Bilder | Wohn- und Geschäftshaus                                                                                         | Hasenbergstr. 20 (Karte)                                                                    | 1893                        | Historismus - deutsche Neorenaissance, H. Keller Geschützt nach § 2 DSchG                                                                                             |    |
|                | Ehemalige Brauerei                                                                                              | Hasenbergstr. 31 (Karte)                                                                    | 1899–1900                   | Historismus - Neorenaissance, Georg Friedrich Bihl und Alfred Woltz Geschützt nach § 2 DSchG                                                                          |    |
|                | Wohn- und Geschäftshäuser (Sachgesamtheit)                                                                      | Hasenbergstr. 37 A, 37 B, Rotebühlstr. 80 (Karte)                                           | 1884–1886                   | Historismus - deutsche Neorenaissance, G. Widmann, Bauunternehmer Geschützt nach § 2 DSchG                                                                            |    |
| Weitere Bilder | Mietshaus | Hermannstr. 5 (Karte)                                                                       | 1872                        | Historismus - italienische Neorenaissance, von Prof. Robert Reinhard Geschützt nach § 2 DSchG                                                                         |    |
| Weitere Bilder | Mietshaus | Hermannstr. 7 (Karte)                                                                       | 1872                        | Historismus - italienische Neorenaissance, G. Hofacker, Werkmeister Geschützt nach § 2 DSchG                                                                          |    |
| Weitere Bilder | Wohn- und Geschäftshaus                                                                                         | Hermannstr. 9 (Karte)                                                                       | 1870                        | Historismus - Neorenaissance, Hagel Fr. Geschützt nach § 2 DSchG |    |
| Weitere Bilder | Mietshaus Teil der Sachgesamtheit Hermannstraße 14 und 16                                                       | Hermannstr. 14 (Karte)                                                                      | 1896–1897                   | Historismus - Neorenaissance, Nill Jakob, Werkmeister Geschützt nach § 2 DSchG                                                                                        |    |
| Weitere Bilder | Mietshaus Teil der Sachgesamtheit Hermannstraße 14 und 16                                                       | Hermannstr. 16 (Karte)                                                                      | 1896–1897                   | Historismus - Neorenaissance, Nill Jakob, Werkmeister Geschützt nach § 2 DSchG                                                                                        |    |
| Weitere Bilder | Wohn- und Geschäftshaus                                                                                         | Johannesstr. 9a, 9b (Karte)                                                                 | 1887                        | Historismus - Neorenaissance, G. Schäufelin Geschützt nach § 2 DSchG                                                                                                  |    |
|                | Doppelwohnhaus                                                                                                  | Johannesstr. 13, 15 (Karte)                                                                 | 1891                        | Historismus - Neorenaissance, Adolf Alb, Werkmeister Geschützt nach § 2 DSchG                                                                                         |    |
| Weitere Bilder | Königin-Olga-Stift                                                                                              | Johannesstr. 18 (Karte)                                                                     | 1954–1955                   | Internationaler Stil ab 1950, Walter Salver Geschützt nach § 2 DSchG                                                                                                  |    |
|                | Mietshaus | Johannesstr. 19 (Karte)                                                                     | 1893–1894                   | Historismus - deutsche Neorenaissance, Albert Schiller Geschützt nach § 2 DSchG                                                                                       |    |
| Weitere Bilder | Wohn- und Geschäftshäuser (Sachgesamtheit)                                                                      | Johannesstr. 20, Leuschnerstr. 53 (Karte)                                                   | 1871–1872                   | Historismus - Neorenaissance, G. Wurz Geschützt nach § 2 DSchG |    |
| Weitere Bilder | Mietshaus (Sachgesamtheit)                                                                                      | Johannesstr. 21, Leuschnerstr. 55 (Karte)                                                   | 1895                        | Historismus - Neobarock, Jakob Nill, Werkmeister Geschützt nach § 2 DSchG                                                                                             |    |
| Weitere Bilder | Mietshaus mit Arztpraxis                                                                                        | Johannesstr. 23 (Karte)                                                                     | 1886                        | Historismus - deutsche Neorenaissance, Wittmann und Stahl Geschützt nach § 2 DSchG                                                                                    |    |
| Weitere Bilder | Ehemalige Knosp'sche Siedlung mit Handelsschule (Sachgesamtheit)                                                | Knosp'sche Siedlung: Knospstr. 1,2,3,4,7,8,9,11 Augustenstr. 56 Rotebühlstr. 97, 99 (Karte) | 1902–1904                   | Historismus, Anklänge an den Jugendstil, Ludwig Eisenlohr und Carl Weigle Geschützt nach § 2 DSchG                                                                    |    |
| Weitere Bilder | Mietshaus | Leuschnerstr. 28 (Karte)                                                                    | 1872                        | Historismus - Italienische Neorenaissance, F. Murthum Geschützt nach § 2 DSchG                                                                                        |    |
| Weitere Bilder | Mietshaus | Leuschnerstr. 50 (Karte)                                                                    | 1894–1895                   | Historismus - additiver Historismus, Albert Schiller Geschützt nach § 2 DSchG                                                                                         |    |
| Weitere Bilder | Mietshaus | Leuschnerstr. 51 (Karte)                                                                    | 1872                        | Historismus - Neorenaissance, G. Wurz Geschützt nach § 2 DSchG |    |
| Weitere Bilder | Mietshäuser (Sachgesamtheit)                                                                                    | Leuschnerstr. 57, 59 (Karte)                                                                | 1893                        | Historismus - Neorenaissance, Adolf Schönnagel, Hofwerkmeister Teil der denkmalgeschützten Sachgesamtheit Leuschnerstr. 57 bis 63 (ungerade) Geschützt nach § 2 DSchG |    |
| Weitere Bilder | Mietshäuser (Sachgesamtheit)                                                                                    | Leuschnerstr. 61, 63 (Karte)                                                                | 1893                        | Historismus - Neorenaissance, Adolf Schönnagel, Hofwerkmeister Teil der denkmalgeschützten Sachgesamtheit Leuschnerstr. 57 bis 63 (ungerade) Geschützt nach § 2 DSchG |    |
| Weitere Bilder | Versicherungsgebäude                                                                                            | Marienstr. 42 (Karte)                                                                       | 1952–1954                   | Internationaler Stil ab 1950, Paul Weber Geschützt nach § 2 DSchG |    |
|                | Tankstelle mit KFZ-Pflegehalle und Verkaufspavillon                                                             | Reinsburgstr. 1, 1a (Karte)                                                                 | 1954                        | Internationaler Stil ab 1950, Ritter von Graf Geschützt nach § 2 DSchG                                                                                                |    |
| Weitere Bilder | Ehemaliges Bank- und Wohnhaus                                                                                   | Reinsburgstr. 6 (Karte)                                                                     | 1860                        | Historismus - italienische Neorenaissance, Lang, Bauinspektor, Haueisen, Werkmeister Geschützt nach § 2 DSchG                                                         |    |
| Weitere Bilder | Ehemalige Villa Haueisen                                                                                        | Reinsburgstr. 8 (Karte)                                                                     | 1863                        | Historismus - Neorenaissance, Eugen Haueisen Geschützt nach § 2 DSchG                                                                                                 |    |
| Weitere Bilder | Ehemaliges Versicherungsgebäude der Lebensversicherungs- und Ersparnisbank (Sachgesamtheit)                     | Reinsburgstr. 19 (Karte)                                                                    |                             | Neoklassizismus Geschützt nach § 2 DSchG |    |
| Weitere Bilder | Ehemalige Villa Schnabel                                                                                        | Reinsburgstr. 26 (Karte)                                                                    | 1887                        | Historismus - Neorenaissance, Wittmann und Stahl Geschützt nach § 2 DSchG                                                                                             |    |
| Weitere Bilder | Doppelmietshaus                                                                                                 | Reinsburgstr. 28, 30 (Karte)                                                                | 1866                        | Historismus - italienische Neorenaissance, Prof. Carl Walter Geschützt nach § 2 DSchG                                                                                 |    |
| Weitere Bilder | Mietshaus | Reinsburgstr. 32 (Karte)                                                                    | 1868                        | Historismus - Neorenaissance, G. Hartmann Geschützt nach § 2 DSchG |    |
| Weitere Bilder | Mietshaus | Reinsburgstr. 35 A (Karte)                                                                  | 1893                        | Historismus - Neorenaissance, Albert Schiller Geschützt nach § 2 DSchG                                                                                                |    |
| Weitere Bilder | Mietshaus | Reinsburgstr. 35 B (Karte)                                                                  | 1897                        | Historismus - Neorenaissance, A. Katz Geschützt nach § 2 DSchG |    |
|                | Mietshäuser (Sachgesamtheit)                                                                                    | Reinsburgstr. 40, 42 (Karte)                                                                |                             | Historismus - Neorenaissance, B. Klein, Werkmeister Geschützt nach § 2 DSchG                                                                                          |    |
|                | Mietshaus mit Einfriedung und Vorgarten (Sachgesamtheit)                                                        | Reinsburgstr. 51 B (Karte)                                                                  | 1888                        | Historismus, Bihl und Haag Geschützt nach § 2 DSchG |    |
|                | Mehrfamilienhaus                                                                                                | Reinsburgstr. 54, 54 A (Karte)                                                              | 1871                        | Historismus - italienische Neorenaissance, Eugen Albert Geschützt nach § 2 DSchG                                                                                      |    |
|                | Doppelmietshaus                                                                                                 | Reinsburgstr. 60, 62 (Karte)                                                                | 1882                        | Historismus - Neorenaissance, F. Beiermeister Geschützt nach § 2 DSchG                                                                                                |    |
|                | Wohn- und Geschäftshäuser (Sachgesamtheit)                                                                      | Reinsburgstr. 68 A, 68 B, 68 C (Karte)                                                      | 1896                        | Historismus - deutsche Neorenaissance, G. Schäufelin Geschützt nach § 2 DSchG                                                                                         |    |
|                | Doppelmietshaus (Sachgesamtheit)                                                                                | Rotebühlstr. 66, Senefelderstr. 22 (Karte)                                                  | 1905–1906                   | Historismus - Neobarock, Neuer Stil, Ludwig Eisenlohr und Carl Weigle Geschützt nach § 2 DSchG                                                                        |    |
| Weitere Bilder | Ehemalige Villa Knosp                                                                                           | Rotebühlstr. 72 (Karte)                                                                     | 1859                        | Englische Landhausarchitektur, niederrheinische Baukunst, von Josef Egle Geschützt nach § 2 DSchG                                                                     |    |
|                | Verlagsgebäude Ernst Klett                                                                                      | Rotebühlstr. 75, 77 (Karte)                                                                 | 1952–1957                   | Internationaler Stil ab 1950, Gero Karrer Geschützt nach § 2 DSchG |    |
|                | Wohn- und Geschäftshaus (im EG seltene Inneneinrichtung einer Apotheke Teil der SG „Wohn- und Geschäftshäuser“) | Rotebühlstr. 80 (Karte)                                                                     |                             | Geschützt nach § 2 DSchG |    |
| Weitere Bilder | Schloß-Realschule                                                                                               | Schloßstr. 53 C (Karte)                                                                     | 1871–1874                   | Historismus - italienische Neorenaissance, Prof. Karl Walther Geschützt nach § 2 DSchG                                                                                |    |
| Weitere Bilder | Mietshäuser (Sachgesamtheit)                                                                                    | Schloßstr. 81, 83 (Karte)                                                                   | 1893                        | Historismus - Neorenaissance, Alexius Lehenherr und Aaron Landauer, Werkmeister Geschützt nach § 2 DSchG                                                              |    |
|                | Wohn- und Geschäftshaus                                                                                         | Schloßstr. 85 (Karte)                                                                       | 1886                        | Historismus - deutsche Neorenaissance, Heinrich Eberbach Geschützt nach § 2 DSchG                                                                                     |    |
|                | Mietshaus | Senefelderstr. 8 (Karte)                                                                    | 1904                        | Historismus - Neogotik, Alfred Seitz Geschützt nach § 2 DSchG |    |
|                | Mietshaus | Senefelderstr. 13 (Karte)                                                                   | 1906                        | Historismus - Neobarock, Ludwig Eisenlohr und Carl Weigle Geschützt nach § 2 DSchG                                                                                    |    |
|                | Wohn- und Geschäftshaus                                                                                         | Senefelderstr. 21 (Karte)                                                                   | 1890                        | Historismus - Neorenaissance, H. Keller Geschützt nach § 2 DSchG |    |
| Weitere Bilder | Ehemalige Pönitentiaranstalt                                                                                    | Senefelderstr. 45 A, 45 B, 45 C (Karte)                                                     | 1844–1850                   | Historismus - Neorenaissance, Landauer und Geger (?) Geschützt nach § 2 DSchG                                                                                         |    |
|                | Geschäftshaus                                                                                                   | Silberburgstr. 139 (Karte)                                                                  |                             | Neoklassizismus, G. Stahl und A. Bossert Geschützt nach § 2 DSchG |    |
| Weitere Bilder | Ehemalige Villa Harpprecht                                                                                      | Silberburgstr. 160 (Karte)                                                                  | 1853, 1924                  | Klassizismus, von Josef Egle Geschützt nach § 2 DSchG |    |
| Weitere Bilder | Ehemaliges Haus Schnabel                                                                                        | Silberburgstr. 172 (Karte)                                                                  | 1867                        | Historismus - italienische Neorenaissance, Prof. C. Walter Geschützt nach § 2 DSchG                                                                                   |    |
|                | Mietshaus mit Schreinerei                                                                                       | Weimarstr. 17 (Karte)                                                                       | 1867                        | Klassizismus, A. Schiller Geschützt nach § 2 DSchG |    |

### Rotebühl
| Bild           | Bezeichnung                                          | Lage                                                           | Datierung       | Beschreibung | ID |
| -------------- | ---------------------------------------------------- | -------------------------------------------------------------- | --------------- | --- | -- |
| Weitere Bilder | Ehemaliges Straßenbahner-Wohnhaus                    | Augustenstr. 84 A, 84 B, 84 C (Karte)                          | 1902            | Historismus - Neobarock, Lehenherr Alexius und Landauer Aaron, Werkmeister Geschützt nach § 2 DSchG                                                  |    |
|                | Mietshäuser mit Gaststätte (Sachgesamtheit)          | Augustenstr. 86, 88, Schwabstr. 14 A, 14 B, 14 C (Karte)       | 1902            | Historismus, Historismus - Neorenaissance, Jäger Robert, Werkmeister Geschützt nach § 2 DSchG                                                        |    |
| Weitere Bilder | Straßenbahner-Wohnhäuser (Sachgesamtheit)            | Augustenstr. 96 A, 96 B, 96 C, 98, 100 A, 100 B, 100 C (Karte) | 1908            | Historismus - Neobarock, Neoklassizismus, Lehenherr Alexius und Landauer Aaron, Werkmeister Geschützt nach § 2 DSchG                                 |    |
|                | Mietshaus mit Eckladen                               | Augustenstr. 99 (Karte)                                        | 1904            | Historismus - Neobarock, Jugendstil, Hengerer und Katz Geschützt nach § 2 DSchG                                                                      |    |
| Weitere Bilder | Mietshaus                                            | Elisabethenstr. 1 (Karte)                                      | 1902            | Historismus - Neorenaissance, Weirether Geschützt nach § 2 DSchG                                                                                     |    |
| Weitere Bilder | Mietshaus                                            | Elisabethenstr. 3 (Karte)                                      | 1902–1903       | Historismus - Neogotik, Hengerer Karl Geschützt nach § 2 DSchG                                                                                       |    |
| Weitere Bilder | Wohn- und Geschäftshaus                              | Elisabethenstr. 5 (Karte)                                      | 1901–1902       | Historismus - deutsche Neorenaissance, Sauter Paul, Bautechniker Geschützt nach § 2 DSchG                                                            |    |
| Weitere Bilder | Wohn- und Geschäftshaus (Sachgesamtheit)             | Elisabethenstr. 7 (Karte)                                      | 1905–1906       | Historismus - Neogotik, Hengerer und Katz Teil der Sachgesamtheit Elisabethenstraße 7 und 11 Geschützt nach § 2 DSchG                                |    |
| Weitere Bilder | Wohn- und Geschäftshaus (Sachgesamtheit)             | Elisabethenstr. 11 (Karte)                                     | 1905–1906       | Historismus - Neogotik, Hengerer und Katz Teil der Sachgesamtheit Elisabethenstraße 7 und 11 Geschützt nach § 2 DSchG                                |    |
| Weitere Bilder | Wohn- und Geschäftshäuser (Sachgesamtheit)           | Gutenbergstr. 55, Reuchlinstr. 34, 36 (Karte)                  | 1886            | Historismus - Neorenaissance, Nill Wilhelm, Werkmeister Geschützt nach § 2 DSchG                                                                     |    |
| Weitere Bilder | Wohn- und Geschäftshäuser (Sachgesamtheit)           | Gutenbergstr. 57, Reuchlinstr. 31 (Karte)                      | 1890            | Historismus - Neorenaissance, Rösch A. Geschützt nach § 2 DSchG                                                                                      |    |
|                | Wohn- und Geschäftshäuser (Sachgesamtheit)           | Gutenbergstr. 87, 89, 106, 108, Rötestr. 33 (Karte)            | 1895–1897       | Historismus - Neorenaissance, Keller H. Geschützt nach § 2 DSchG                                                                                     |    |
|                | Mietshäuser (Sachgesamtheit)                         | Gutenbergstr. 97, 116 (Karte)                                  | 1895–1896       | Historismus - Neorenaissance, Keller H. Geschützt nach § 2 DSchG                                                                                     |    |
| Weitere Bilder | Mietshäuser (Sachgesamtheit)                         | Gutenbergstr. 110, 112 (Karte)                                 | 1897–1898       | Historismus - Neorenaissance, Schäufelin Gottlob Geschützt nach § 2 DSchG                                                                            |    |
|                | Mietshaus                                            | Hasenbergsteige 1 (Karte)                                      | 1881            | Historismus - Neorenaissance, Eisenlohr Ludwig und Weigle Carl Geschützt nach § 2 DSchG                                                              |    |
| Weitere Bilder | Ehemaliger Enke-Verlag                               | Hasenbergsteige 3 (Karte)                                      | 1878–1879       | Historismus - italienische Neorenaissance, Braunwald Johann Wendelin Geschützt nach § 2 DSchG                                                        |    |
|                | Mietshaus                                            | Hasenbergsteige 4 (Karte)                                      | 1904            | Historismus, Schiller Albert Geschützt nach § 2 DSchG                                                                                                |    |
| Weitere Bilder | Mietshaus                                            | Hasenbergsteige 5 (Karte)                                      | 1872–1873       | Historismus - Neorenaissance, Braunwald Johann Wendelin Geschützt nach § 2 DSchG                                                                     |    |
|                | Mietshaus                                            | Hasenbergsteige 6 (Karte)                                      | 1903            | Historismus - Neorenaissance, Storz A. Geschützt nach § 2 DSchG                                                                                      |    |
| Weitere Bilder | Villa                                                | Hasenbergsteige 9 (Karte)                                      | 1892            | Historismus - Neorenaissance, Schiller Albert Teil der Sachgesamtheit Hasenbergsteige 9 und 11 Geschützt nach § 2 DSchG                              |    |
| Weitere Bilder | Villa                                                | Hasenbergsteige 11 (Karte)                                     | 1892            | Historismus - Neorenaissance, Schiller Albert Teil der Sachgesamtheit Hasenbergsteige 9 und 11 Geschützt nach § 2 DSchG                              |    |
| Weitere Bilder | Mietshaus                                            | Hasenbergsteige 12 (Karte)                                     | 1899            | Historismus, Jugendstil, Schiller Albert Geschützt nach § 2 DSchG                                                                                    |    |
|                | Mehrfamilienhaus                                     | Hasenbergsteige 20 (Karte)                                     | 1883            | Historismus - deutsche Neorenaissance, Morlock Jos. jun. Geschützt nach § 2 DSchG                                                                    |    |
|                | Ehemalige Villa Schreiber                            | Hasenbergsteige 24 (Karte)                                     | 1893–1896       | Historismus - deutsche Neorenaissance, Hofacker G. (1893), Schiller A. (1896) Geschützt nach § 2 DSchG                                               |    |
| Weitere Bilder | Ehemalige Villa Raupp und Fein                       | Hasenbergsteige 26 (Karte)                                     | 1900–1919       | Historismus - deutsche Neorenaissance, Schiller A. (1900), Eitel A. (Anbauten 1919) Geschützt nach § 2 DSchG                                         |    |
|                | J.G.Fischer-Denkmal                                  | Hasenbergsteige, Flst.Nr. 6499 (Karte)                         | 1900            | Jugendstil, Kiemlen Emil, Künstler Geschützt nach § 2 DSchG                                                                                          |    |
| Weitere Bilder | Gänsepeter-Brunnen                                   | Johann-Sebastian-Bach-Platz, Flst.Nr. 6571/12 (Karte)          | 1901            | Historismus - Neobarock, Jugendstil, Lauser P., Bausch Th., Brunnenplastik Geschützt nach § 2 DSchG                                                  |    |
| Weitere Bilder | Wohn- und Geschäftshaus                              | Ludwigstr. 55 A, 55 B, 55 C (Karte)                            | 1890–1893       | Historismus - Neorenaissance, Eberbach H. und Locher C., Bauunternehmer Geschützt nach § 2 DSchG                                                     |    |
| Weitere Bilder | Mietshäuser (Sachgesamtheit)                         | Ludwigstr. 60 (Karte)                                          | 1895–1896       | Historismus - Neorenaissance, Eberbach H. und Locher C., Bauunternehmer Teil der Sachgesamtheit Ludwigstraße 60 und 62 Geschützt nach § 2 DSchG      |    |
| Weitere Bilder | Mietshäuser (Sachgesamtheit)                         | Ludwigstr. 62 (Karte)                                          | 1895–1896       | Historismus - Neorenaissance, Eberbach H. und Locher C., Bauunternehmer Teil der Sachgesamtheit Ludwigstraße 60 und 62 Geschützt nach § 2 DSchG      |    |
| Weitere Bilder | Wohn- und Geschäftshäuser (Sachgesamtheit)           | Ludwigstr. 64, 66 (Karte)                                      | 1895–1896       | Historismus - Neogotik, Burgenstil, Zettler Richard Teil der Sachgesamtheit Ludwigstr. 64, 66, 68, Vogelsangstr. 16 A, 16 B Geschützt nach § 2 DSchG |    |
| Weitere Bilder | Wohn- und Geschäftshäuser (Sachgesamtheit)           | Ludwigstr. 68, Vogelsangstr. 16 A, 16 B (Karte)                | 1895–1896       | Historismus - Neogotik, Burgenstil, Zettler Richard Teil der Sachgesamtheit Ludwigstr. 64, 66, 68, Vogelsangstr. 16 A, 16 B Geschützt nach § 2 DSchG |    |
|                | Mietshaus                                            | Reinsburgstr. 53 A (Karte)                                     | 1892–1893       | Historismus - deutsche Neorenaissance, Schiller Albert Geschützt nach § 2 DSchG                                                                      |    |
|                | Mietshaus                                            | Reinsburgstr. 55 (Karte)                                       | 1873, 1900      | Historismus - italienische Neorenaissance, Schiller Albert Geschützt nach § 2 DSchG                                                                  |    |
|                | Mietshaus                                            | Reinsburgstr. 57 (Karte)                                       | 1873            | Historismus - italienische Neorenaissance, Müller Wilhelm Geschützt nach § 2 DSchG                                                                   |    |
|                | Mietshaus                                            | Reinsburgstr. 85 (Karte)                                       | 1910–1911       | Neuer Stil, Schiller Albert Geschützt nach § 2 DSchG                                                                                                 |    |
|                | Mietshäuser (Sachgesamtheit)                         | Reinsburgstr. 87 bis 93 (ungerade) (Karte)                     | 1900            | Historismus, Jugendstil, Keller H. Geschützt nach § 2 DSchG                                                                                          |    |
|                | Mietshaus                                            | Reinsburgstr. 100 (Karte)                                      | 1893            | Historismus - Neorenaissance, Keller Heinrich Geschützt nach § 2 DSchG                                                                               |    |
| Weitere Bilder | Mietshaus mit Gastwirtschaft                         | Reinsburgstr. 101 (Karte)                                      | 1902            | Historismus, Bihl Georg Friedrich und Woltz Alfred Geschützt nach § 2 DSchG                                                                          |    |
| Weitere Bilder | Wohn- und Geschäftshäuser (Sachgesamtheit)           | Reinsburgstr. 102 bis 110 (gerade), Rötestr. 3, 4 (Karte)      | 1900            | Historismus Geschützt nach § 2 DSchG |    |
|                | Mietshaus                                            | Reinsburgstr. 112 (Karte)                                      | 1920            | Neoklassizismus, Schlösser und Weirether Geschützt nach § 2 DSchG                                                                                    |    |
|                | Wohn- und Geschäftshaus                              | Reinsburgstr. 116 A, 116 B (Karte)                             | 1911            | Jugendstil, Stoll Gottlob, Werkmeister Geschützt nach § 2 DSchG                                                                                      |    |
| Weitere Bilder | Wohn- und Geschäftshaus                              | Reinsburgstr. 138, 140 (Karte)                                 | 1906–1907       | Historismus, Jugendstil, Seitz Alfred Geschützt nach § 2 DSchG                                                                                       |    |
| Weitere Bilder | Wohn- und Geschäftshaus                              | Reinsburgstr. 152 (Karte)                                      | 1907            | Historismus - Neobarock, Bihl Georg Friedrich und Woltz Alfred Geschützt nach § 2 DSchG                                                              |    |
| Weitere Bilder | Wohn- und Geschäftshaus                              | Reinsburgstr. 154 (Karte)                                      | 1907            | Historismus - Neobarock, Neoklassizismus, Jäger Herrmann Geschützt nach § 2 DSchG                                                                    |    |
| Weitere Bilder | Wohn- und Geschäftshaus (Sachgesamtheit)             | Reinsburgstr. 160, Rotebühlstr. 183 (Karte)                    | 1904–1906       | Historismus, Jugendstil, Bihl Georg Friedrich und Woltz Alfred Geschützt nach § 2 DSchG                                                              |    |
|                | Wohn- und Geschäftshaus                              | Reuchlinstr. 28, 30 (Karte)                                    | 1894–1895       | Historismus - Neorenaissance, Widmann G. und Zettler R. Geschützt nach § 2 DSchG                                                                     |    |
|                | Johannes-Gemeindehaus                                | Reuchlinstr. 32 (Karte)                                        | 1890, 1950–1951 | Historismus - Neogotik, Wittmann und Stahl Geschützt nach § 2 DSchG                                                                                  |    |
|                | Mietshaus                                            | Rotebühlstr. 111 (Karte)                                       | 1896            | Historismus - Neorenaissance, Keller H. Geschützt nach § 2 DSchG                                                                                     |    |
|                | Ehemalige Textilfabrik Bleyle (Sachgesamtheit)       | Rotebühlstr. 120, Rötestr. 31, Seyfferstr. 34 (Karte)          | 1911            | Frühe Industriearchitektur bis 1920, Manz P.J. Geschützt nach § 2 DSchG                                                                              |    |
|                | Versicherungsgebäude                                 | Rotebühlstr. 133 (Karte)                                       | 1899–1900       | Historismus - Neobarock, Jugendstil, Wittmann und Stahl Geschützt nach § 2 DSchG                                                                     |    |
|                | Mietshaus                                            | Rotebühlstr. 171 (Karte)                                       | 1897            | Historismus - deutsche Neorenaissance, Keller H. Geschützt nach § 2 DSchG                                                                            |    |
|                | Mietshaus mit Gastwirtschaft                         | Rotenwaldstr. 1 (Karte)                                        | 1891            | Historismus - Neorenaissance, Keller H. Geschützt nach § 2 DSchG                                                                                     |    |
|                | Wohn- und Geschäftshaus                              | Rotenwaldstr. 15, 17 (Karte)                                   | 1889            | Historismus - Neorenaissance, Keller H. Geschützt nach § 2 DSchG                                                                                     |    |
| Weitere Bilder | Wohn- und Geschäftshäuser (Sachgesamtheit)           | Rotenwaldstr. 19 bis 27 A, 27 B bis 31 (Karte)                 | 1889            | Historismus, Kärn Emil und Paul Geschützt nach § 2 DSchG                                                                                             |    |
| Weitere Bilder | Mietshäuser (Sachgesamtheit)                         | Rotenwaldstr. 3 bis 13 (Karte)                                 | 1887            | Historismus - Neorenaissance, Roth L., Werkmeister Geschützt nach § 2 DSchG                                                                          |    |
|                | Ehemalige Notkirche der evangelischen Paulusgemeinde | Rotenwaldstr. 30 (Karte)                                       | 1947–1949       | Heimatstil ab 1945, Lempp Rudolf Geschützt nach § 2 DSchG                                                                                            |    |
| Weitere Bilder | Mietshaus                                            | Rötestr. 6 (Karte)                                             | 1901            | Historismus - Neobarock, Bihl Georg Friedrich und Woltz Alfred Geschützt nach § 2 DSchG                                                              |    |
| Weitere Bilder | Sogenannte Röteburg (Sachgesamtheit)                 | Rötestr. 12 (Karte)                                            | 1901–1902       | Historismus, Schmohl und Staehelin Teil der Sachgesamtheit Röteburg bestehend aus Rötestr. 12, 14, 16 Geschützt nach § 2 DSchG                       |    |
| Weitere Bilder | Sogenannte Röteburg (Sachgesamtheit)                 | Rötestr. 14 (Karte)                                            | 1901–1902       | Historismus, Schmohl und Staehelin Teil der Sachgesamtheit Röteburg bestehend aus Rötestr. 12, 14, 16 Geschützt nach § 2 DSchG                       |    |
| Weitere Bilder | Sogenannte Röteburg (Sachgesamtheit)                 | Rötestr. 16 (Karte)                                            | 1901–1902       | Historismus, Schmohl und Staehelin Teil der Sachgesamtheit Röteburg bestehend aus Rötestr. 12, 14, 16 Geschützt nach § 2 DSchG                       |    |
| Weitere Bilder | Wohn- und Fabrikgebäude                              | Rötestr. 17 (Karte)                                            | 1902            | Frühe Industriearchitektur bis 1920, Manz P.J. Geschützt nach § 2 DSchG                                                                              |    |
| Weitere Bilder | Mietshaus                                            | Rötestr. 45, 47 (Karte)                                        | 1889            | Historismus - italienische Neorenaissance, Blankenhorn Ludwig, Werkmeister Geschützt nach § 2 DSchG                                                  |    |
|                | Mietshaus                                            | Schwabstr. 12 (Karte)                                          | 1888            | Historismus - Neorenaissance, Braunwald Wilhelm Geschützt nach § 2 DSchG                                                                             |    |
|                | Mietshaus                                            | Schwabstr. 22 (Karte)                                          | 1887            | Historismus - Neorenaissance, Jäger Robert Geschützt nach § 2 DSchG                                                                                  |    |
| Weitere Bilder | Wohn- und Geschäftshaus                              | Seyfferstr. 43, 45 (Karte)                                     | 1899            | Historismus - Neorenaissance, Kumpf Heinrich Geschützt nach § 2 DSchG                                                                                |    |
| Weitere Bilder | Mietshaus mit Gaststätte                             | Seyfferstr. 44, 46 (Karte)                                     | 1902–1903       | Historismus - Neogotik, Hengerer Karl Geschützt nach § 2 DSchG                                                                                       |    |
|                | Wohn- und Geschäftshaus                              | Vogelsangstr. 19 (Karte)                                       | 1903–1904       | Historismus - Neogotik, Keller H. Geschützt nach § 2 DSchG                                                                                           |    |

### Vogelsang
| Bild           | Bezeichnung                                                                  | Lage                                              | Datierung                   | Beschreibung | ID |
| -------------- | ---------------------------------------------------------------------------- | ------------------------------------------------- | --------------------------- | --- | --- |
| Weitere Bilder | Wohn- und Geschäftshaus                                                      | Arndtstr. 34, 36 (Karte)                          | 1910                        | Neoklassizismus, Carl Stöckle Geschützt nach § 2 DSchG | |
| Weitere Bilder | Wohn- und Geschäftshäuser (Sachgesamtheit)                                   | Arndtstr. 35 (Karte)                              | 1912–1913                   | Historismus, Expressionismus, Ernst Otto Oßwald Teil der Sachgesamtheit Arndtstr. 35, 37, 39, Bebelstr. 55, 59, 61, 63, Claudiusstr. 10, 12 Geschützt nach § 2 DSchG                             | |
| Weitere Bilder | Wohn- und Geschäftshäuser (Sachgesamtheit)                                   | Arndtstr. 37 (Karte)                              | 1912–1913                   | Historismus, Expressionismus, Ernst Otto Oßwald Teil der Sachgesamtheit Arndtstr. 35, 37, 39, Bebelstr. 55, 59, 61, 63, Claudiusstr. 10, 12 Geschützt nach § 2 DSchG                             | |
| Weitere Bilder | Wohn- und Geschäftshäuser (Sachgesamtheit)                                   | Arndtstr. 39 (Karte)                              | 1912–1913                   | Historismus, Expressionismus, Ernst Otto Oßwald Teil der Sachgesamtheit Arndtstr. 35, 37, 39, Bebelstr. 55, 59, 61, 63, Claudiusstr. 10, 12 Geschützt nach § 2 DSchG                             | |
|                | Wohn- und Geschäftshaus                                                      | Bebelstr. 21 (Karte)                              | 1901                        | Historismus - Neogotik, Georg Friedrich Bihl und Alfred Woltz Geschützt nach § 2 DSchG | |
|                | Wohn- und Geschäftshaus                                                      | Bebelstr. 23 (Karte)                              | 1887                        | Historismus - Neorenaissance, A. Mayer, Baumeister Geschützt nach § 2 DSchG | |
| Weitere Bilder | Mietshaus                                                                    | Bebelstr. 30, 32, 34 (Karte)                      | 1902                        | Historismus - additiver Historismus, Karl Stöckle Geschützt nach § 2 DSchG | |
| Weitere Bilder | Wohn- und Geschäftshaus                                                      | Bebelstr. 36 (Karte)                              | 1896                        | Historismus, Jugendstil, Wittmann und Stahl Geschützt nach § 2 DSchG | |
| Weitere Bilder | Gebäude des ehemaligen Württembergischen Revisionsvereins                    | Bebelstr. 48 (Karte)                              | 1928                        | Bauhaus, Neues Bauen, Internationaler Stil, Alfred Daiber, Regierungsbaumeister Geschützt nach § 2 DSchG                                                                                         | |
|                | Wohn- und Geschäftshäuser (Sachgesamtheit)                                   | Bebelstr. 54 A, 54 B (Karte)                      | 1911–1912                   | Neuer Stil, E. und R. Schleicher Teil der Sachgesamtheit Bebelstr. 54 A, 54 B, 56, 58 Geschützt nach § 2 DSchG                                                                                   | |
| Weitere Bilder | Wohn- und Geschäftshäuser (Sachgesamtheit)                                   | Bebelstr. 55 (Karte)                              | 1912–1913                   | Historismus, Expressionismus, Ernst Otto Oßwald Teil der Sachgesamtheit Arndtstr. 35, 37, 39, Bebelstr. 55, 59, 61, 63, Claudiusstr. 10, 12 Geschützt nach § 2 DSchG                             | |
|                | Wohn- und Geschäftshäuser (Sachgesamtheit)                                   | Bebelstr. 56 (Karte)                              | 1911–1912                   | Neuer Stil, E. und R. Schleicher Teil der Sachgesamtheit Bebelstr. 54 A, 54 B, 56, 58 Geschützt nach § 2 DSchG                                                                                   | |
|                | Wohn- und Geschäftshäuser (Sachgesamtheit)                                   | Bebelstr. 58 (Karte)                              | 1911–1912                   | Neuer Stil, E. und R. Schleicher Teil der Sachgesamtheit Bebelstr. 54 A, 54 B, 56, 58 Geschützt nach § 2 DSchG                                                                                   | |
| Weitere Bilder | Wohn- und Geschäftshäuser (Sachgesamtheit)                                   | Bebelstr. 59, 61 (Karte)                          | 1912–1913                   | Historismus, Expressionismus, Ernst Otto Oßwald Teil der Sachgesamtheit Arndtstr. 35, 37, 39, Bebelstr. 55, 59, 61, 63, Claudiusstr. 10, 12 Geschützt nach § 2 DSchG                             | |
| Weitere Bilder | Wohn- und Geschäftshäuser (Sachgesamtheit)                                   | Bebelstr. 60 bis 66 (gerade) (Karte)              | 1909                        | Herrmann Jäger Geschützt nach § 2 DSchG | |
| Weitere Bilder | Wohn- und Geschäftshäuser (Sachgesamtheit)                                   | Bebelstr. 63 (Karte)                              | 1912–1913                   | Historismus, Expressionismus, Ernst Otto Oßwald Teil der Sachgesamtheit Arndtstr. 35, 37, 39, Bebelstr. 55, 59, 61, 63, Claudiusstr. 10, 12 Geschützt nach § 2 DSchG                             | |
|                | Mietshaus                                                                    | Bebelstr. 68 (Karte)                              | 1910                        | Historismus, Jugendstil, Mayer Karl Geschützt nach § 2 DSchG | |
| Weitere Bilder | Wohn- und Geschäftshaus (Sachgesamtheit)                                     | Bebelstr. 73, Claudiusstr. 13 (Karte)             | 1910                        | Historismus, Expressionismus, Oßwald Ernst Otto Geschützt nach § 2 DSchG | |
| Weitere Bilder | Mietshaus                                                                    | Bebelstr. 75 (Karte)                              | 1911                        | Historismus, Friedrich Heeß Geschützt nach § 2 DSchG | |
| Weitere Bilder | Mietshaus                                                                    | Bebelstr. 77 (Karte)                              | 1912                        | Neoklassizismus, Fritz Sautter Geschützt nach § 2 DSchG | |
| Weitere Bilder | Wohn- und Geschäftshaus                                                      | Bismarckplatz 1, 2 (Karte)                        | 1899–1900                   | Historismus, G. Widmann Geschützt nach § 2 DSchG | |
| Weitere Bilder | Mietshaus                                                                    | Bismarckplatz 3, 4 (Karte)                        | 1900–1901                   | Historismus - deutsche Neorenaissance, Albert Schieber Geschützt nach § 2 DSchG | |
| Weitere Bilder | Wohn- und Geschäftshaus (Sachgesamtheit)                                     | Bismarckplatz 5, Elisabethenstr. 17 (Karte)       | 1900–1901                   | Historismus, A. Seitz Geschützt nach § 2 DSchG | |
|                | Wohn- und Geschäftshaus                                                      | Bismarckstr. 34 (Karte)                           | 1894                        | Historismus - Neorenaissance, Ludwig Blankenhorn, Werkmeister Geschützt nach § 2 DSchG | |
|                | Mietshaus mit Laden (Sachgesamtheit)                                         | Bismarckstr. 38 (Karte)                           | 1896                        | Historismus - Neorenaissance, Ludwig Blankenhorn, Werkmeister Teil der Sachgesamtheit Bismarckstr. 38, Rötestr. 58 Geschützt nach § 2 DSchG                                                      | |
|                | Mietshaus                                                                    | Bismarckstr. 41 (Karte)                           | 1899                        | Historismus, H. Keller Geschützt nach § 2 DSchG | |
|                | Wohn- und Geschäftshaus (Sachgesamtheit)                                     | Bismarckstr. 45, Rötestr. 56 (Karte)              | 1892                        | Historismus - Neobarock, Ludwig Blankenhorn, Werkmeister Geschützt nach § 2 DSchG | |
| Weitere Bilder | Wohn- und Geschäftshäuser (Sachgesamtheit)                                   | Bismarckstr. 48 (Karte)                           | 1910                        | Herrmann Jäger Teil der Sachgesamtheit Bismarckstr. 48 bis 58 (gerade), 69 bis 79 (ungerade) Geschützt nach § 2 DSchG                                                                            | |
| Weitere Bilder | Wohn- und Geschäftshäuser (Sachgesamtheit)                                   | Bismarckstr. 50 (Karte)                           | 1910                        | Herrmann Jäger Teil der Sachgesamtheit Bismarckstr. 48 bis 58 (gerade), 69 bis 79 (ungerade) Geschützt nach § 2 DSchG                                                                            | |
|                | Mietshäuser (Sachgesamtheit)                                                 | Bismarckstr. 51 bis 55 (Karte)                    | 1902                        | Historismus, Wilhelm Carle Teil der Sachgesamtheit Bismarckstr. 51 bis 55 Geschützt nach § 2 DSchG                                                                                               | |
| Weitere Bilder | Wohn- und Geschäftshäuser (Sachgesamtheit)                                   | Bismarckstr. 52 (Karte)                           | 1910                        | Herrmann Jäger Teil der Sachgesamtheit Bismarckstr. 48 bis 58 (gerade), 69 bis 79 (ungerade) Geschützt nach § 2 DSchG                                                                            | |
|                | Mietshäuser (Sachgesamtheit)                                                 | Bismarckstr. 53 (Karte)                           | 1902                        | Historismus, Wilhelm Carle Teil der Sachgesamtheit Bismarckstr. 51 bis 55 Geschützt nach § 2 DSchG                                                                                               | |
| Weitere Bilder | Wohn- und Geschäftshäuser (Sachgesamtheit)                                   | Bismarckstr. 54 (Karte)                           | 1910                        | Herrmann Jäger Teil der Sachgesamtheit Bismarckstr. 48 bis 58 (gerade), 69 bis 79 (ungerade) Geschützt nach § 2 DSchG                                                                            | |
|                | Mietshäuser (Sachgesamtheit)                                                 | Bismarckstr. 55 (Karte)                           | 1902                        | Historismus, Wilhelm Carle Teil der Sachgesamtheit Bismarckstr. 51 bis 55 Geschützt nach § 2 DSchG                                                                                               | |
| Weitere Bilder | Wohn- und Geschäftshäuser (Sachgesamtheit)                                   | Bismarckstr. 56 (Karte)                           | 1910                        | Herrmann Jäger Teil der Sachgesamtheit Bismarckstr. 48 bis 58 (gerade), 69 bis 79 (ungerade) Geschützt nach § 2 DSchG                                                                            | |
| Weitere Bilder | Wohn und Geschäftshäuser (Sachgesamtheit)                                    | Bismarckstr. 57 (Karte)                           | 1903–1905                   | Historismus, Jugendstil, Herrmann Jäger Teil der Sachgesamtheit Bismarckstr. 57, 63 bis 67 (ungerade), Ludwigstr. 108, 110, Seyfferstr. 51 bis 59 (ungerade) Geschützt nach § 2 DSchG            | |
| Weitere Bilder | Wohn- und Geschäftshäuser (Sachgesamtheit)                                   | Bismarckstr. 58 (Karte)                           | 1910                        | Herrmann Jäger Teil der Sachgesamtheit Bismarckstr. 48 bis 58 (gerade), 69 bis 79 (ungerade) Geschützt nach § 2 DSchG                                                                            | |
| Weitere Bilder | Wohn und Geschäftshäuser (Sachgesamtheit)                                    | Bismarckstr. 63 (Karte)                           | 1903–1905                   | Historismus, Jugendstil, Herrmann Jäger Teil der Sachgesamtheit Bismarckstr. 57, 63 bis 67 (ungerade), Ludwigstr. 108, 110, Seyfferstr. 51 bis 59 (ungerade) Geschützt nach § 2 DSchG            | |
| Weitere Bilder | Wohn und Geschäftshäuser (Sachgesamtheit)                                    | Bismarckstr. 65 (Karte)                           | 1903–1905                   | Historismus, Jugendstil, Herrmann Jäger Teil der Sachgesamtheit Bismarckstr. 57, 63 bis 67 (ungerade), Ludwigstr. 108, 110, Seyfferstr. 51 bis 59 (ungerade) Geschützt nach § 2 DSchG            | |
| Weitere Bilder | Wohn und Geschäftshäuser (Sachgesamtheit)                                    | Bismarckstr. 67 (Karte)                           | 1903–1905                   | Historismus, Jugendstil, Herrmann Jäger Teil der Sachgesamtheit Bismarckstr. 57, 63 bis 67 (ungerade), Ludwigstr. 108, 110, Seyfferstr. 51 bis 59 (ungerade) Geschützt nach § 2 DSchG            | |
| Weitere Bilder | Wohn- und Geschäftshäuser (Sachgesamtheit)                                   | Bismarckstr. 69 (Karte)                           | 1910                        | Herrmann Jäger Teil der Sachgesamtheit Bismarckstr. 48 bis 58 (gerade), 69 bis 79 (ungerade) Geschützt nach § 2 DSchG                                                                            | |
| Weitere Bilder | Wohn- und Geschäftshäuser (Sachgesamtheit)                                   | Bismarckstr. 71 (Karte)                           | 1910                        | Herrmann Jäger Teil der Sachgesamtheit Bismarckstr. 48 bis 58 (gerade), 69 bis 79 (ungerade) Geschützt nach § 2 DSchG                                                                            | |
| Weitere Bilder | Wohn- und Geschäftshäuser (Sachgesamtheit)                                   | Bismarckstr. 73 (Karte)                           | 1910                        | Herrmann Jäger Teil der Sachgesamtheit Bismarckstr. 48 bis 58 (gerade), 69 bis 79 (ungerade) Geschützt nach § 2 DSchG                                                                            | |
| Weitere Bilder | Wohn- und Geschäftshäuser (Sachgesamtheit)                                   | Bismarckstr. 75 (Karte)                           | 1910                        | Herrmann Jäger Teil der Sachgesamtheit Bismarckstr. 48 bis 58 (gerade), 69 bis 79 (ungerade) Geschützt nach § 2 DSchG                                                                            | |
| Weitere Bilder | Wohn- und Geschäftshäuser (Sachgesamtheit)                                   | Bismarckstr. 77 (Karte)                           | 1910                        | Herrmann Jäger Teil der Sachgesamtheit Bismarckstr. 48 bis 58 (gerade), 69 bis 79 (ungerade) Geschützt nach § 2 DSchG                                                                            | |
| Weitere Bilder | Wohn- und Geschäftshäuser (Sachgesamtheit)                                   | Bismarckstr. 79 (Karte)                           | 1910                        | Herrmann Jäger Teil der Sachgesamtheit Bismarckstr. 48 bis 58 (gerade), 69 bis 79 (ungerade) Geschützt nach § 2 DSchG                                                                            | |
| Weitere Bilder | Wohn und Geschäftshäuser (Sachgesamtheit)                                    | Breitscheidstr. 125 (Karte)                       | 1900                        | Historismus, Jugendstil, Georg Friedrich Bihl und Alfred Woltz Teil der Sachgesamtheit Breitscheidstr. 125 bis 131 (ungerade) Geschützt nach § 2 DSchG                                           | |
| Weitere Bilder | Wohn und Geschäftshäuser (Sachgesamtheit)                                    | Breitscheidstr. 127 (Karte)                       | 1900                        | Historismus, Jugendstil, Georg Friedrich Bihl und Alfred Woltz Teil der Sachgesamtheit Breitscheidstr. 125 bis 131 (ungerade) Geschützt nach § 2 DSchG                                           | |
| Weitere Bilder | Wohn und Geschäftshäuser (Sachgesamtheit)                                    | Breitscheidstr. 129 (Karte)                       | 1900                        | Historismus, Jugendstil, Georg Friedrich Bihl und Alfred Woltz Teil der Sachgesamtheit Breitscheidstr. 125 bis 131 (ungerade) Geschützt nach § 2 DSchG                                           | |
| Weitere Bilder | Wohn und Geschäftshäuser (Sachgesamtheit)                                    | Breitscheidstr. 131 (Karte)                       | 1900                        | Historismus, Jugendstil, Georg Friedrich Bihl und Alfred Woltz Teil der Sachgesamtheit Breitscheidstr. 125 bis 131 (ungerade) Geschützt nach § 2 DSchG                                           | |
|                | Wohn und Geschäftshaus                                                       | Claudiusstr. 9 (Karte)                            | 1911–1914                   | Jugendstil, F. Russ, Werkmeister Geschützt nach § 2 DSchG | |
| Weitere Bilder | Wohn- und Geschäftshäuser (Sachgesamtheit)                                   | Claudiusstr. 10, 12 (Karte)                       | 1912–1913                   | Historismus, Expressionismus, Ernst Otto Oßwald Teil der Sachgesamtheit Arndtstr. 35, 37, 39, Bebelstr. 55, 59, 61, 63, Claudiusstr. 10, 12 Geschützt nach § 2 DSchG                             | |
|                | Wohn und Geschäftshaus                                                       | Claudiusstr. 17 A, 17 B (Karte)                   | 1910–1911                   | Neoklassizismus, Herrmann Jäger Geschützt nach § 2 DSchG | |
| Weitere Bilder | Katholische Kirche St. Elisabeth                                             | Elisabethenstr. 21 (Karte)                        | 1899–1901, 1935, 1964, 1968 | Historismus - Neoromanik, Historismus - Neogotik; Joseph Cades, Puhl u. Wagner, Loosen, Hugo Schlösser, Fred Hummel, Karl Josef Huber, A. Appenzeller Geschützt nach § 2 DSchG                   | |
| Weitere Bilder | Wohn und Geschäftshäuser (Sachgesamtheit)                                    | Elisabethenstr. 23 und 25 (Karte)                 | 1907–1908                   | Historismus, Jugendstil, Jakob Mayer, Zimmermeister, Bauunternehmer Teil der Sachgesamtheit Elisabethenstr. 23 bis 35 (ungerade), Gutbrodstr. 2 bis 8, Vogelsangstr. 32 Geschützt nach § 2 DSchG | |
| Weitere Bilder | Wohn und Geschäftshäuser (Sachgesamtheit)                                    | Elisabethenstr. 27 und 29 (Karte)                 | 1907–1908                   | Historismus, Jugendstil, Jakob Mayer, Zimmermeister, Bauunternehmer Teil der Sachgesamtheit Elisabethenstr. 23 bis 35 (ungerade), Gutbrodstr. 2 bis 8, Vogelsangstr. 32 Geschützt nach § 2 DSchG | |
| Weitere Bilder | Wohn und Geschäftshäuser (Sachgesamtheit)                                    | Elisabethenstr. 31 und 33 (Karte)                 | 1907–1908                   | Historismus, Jugendstil, Jakob Mayer, Zimmermeister, Bauunternehmer Teil der Sachgesamtheit Elisabethenstr. 23 bis 35 (ungerade), Gutbrodstr. 2 bis 8, Vogelsangstr. 32 Geschützt nach § 2 DSchG | |
| Weitere Bilder | Wohn und Geschäftshäuser (Sachgesamtheit)                                    | Elisabethenstr. 35 (Karte)                        | 1907–1908                   | Historismus, Jugendstil, Jakob Mayer, Zimmermeister, Bauunternehmer Teil der Sachgesamtheit Elisabethenstr. 23 bis 35 (ungerade), Gutbrodstr. 2 bis 8, Vogelsangstr. 32 Geschützt nach § 2 DSchG | |
|                | Wohn und Geschäftshaus (Sachgesamtheit)                                      | Elisabethenstr. 30, Schwabstr. 81 (Karte)         | 1907–1908                   | Historismus - Neorenaissance, Ludwig Blankenhorn, Werkmeister Geschützt nach § 2 DSchG | |
|                | Katholisches Pfarrhaus                                                       | Elisabethenstr. 32 (Karte)                        | 1902                        | Historismus - additiver Historismus, Zerweck und Decker Geschützt nach § 2 DSchG | |
| Weitere Bilder | Mietshäuser (Sachgesamtheit)                                                 | Elisabethenstr. 36 (Karte)                        | 1904                        | Historismus, Jugendstil, Georg Friedrich Bihl und Alfred Woltz Teil der Sachgesamtheit Elisabethenstr. 36 bis 42 (gerade) Geschützt nach § 2 DSchG                                               | |
| Weitere Bilder | Mietshäuser (Sachgesamtheit)                                                 | Elisabethenstr. 38 (Karte)                        | 1904                        | Historismus, Jugendstil, Georg Friedrich Bihl und Alfred Woltz Teil der Sachgesamtheit Elisabethenstr. 36 bis 42 (gerade) Geschützt nach § 2 DSchG                                               | |
| Weitere Bilder | Mietshäuser (Sachgesamtheit)                                                 | Elisabethenstr. 40 (Karte)                        | 1904                        | Historismus, Jugendstil, Georg Friedrich Bihl und Alfred Woltz Teil der Sachgesamtheit Elisabethenstr. 36 bis 42 (gerade) Geschützt nach § 2 DSchG                                               | |
| Weitere Bilder | Mietshäuser (Sachgesamtheit)                                                 | Elisabethenstr. 42 (Karte)                        | 1904                        | Historismus, Jugendstil, Georg Friedrich Bihl und Alfred Woltz Teil der Sachgesamtheit Elisabethenstr. 36 bis 42 (gerade) Geschützt nach § 2 DSchG                                               | |
| Weitere Bilder | Mietshaus                                                                    | Forststr. 95 (Karte)                              | 1902                        | Historismus - additiver Historismus, H. Keller Geschützt nach § 2 DSchG | |
|                | Wohn- und Geschäftshaus                                                      | Forststr. 106 (Karte)                             | 1909                        | Historismus - Neobarock, Jugendstil, G. Schaudt Geschützt nach § 2 DSchG | |
|                | Wohn- und Geschäftshaus                                                      | Forststr. 132, 134 136 (Karte)                    | 1903                        | Historismus - Neobarock, Schieber und Schweizer Geschützt nach § 2 DSchG | |
|                | Wohn- und Geschäftshaus                                                      | Forststr. 146 (Karte)                             | 1906                        | Historismus - Neogotik, L. Storz Geschützt nach § 2 DSchG | |
|                | Wohn- und Geschäftshäuser (Sachgesamtheit)                                   | Forststr. 147 (Karte)                             | 1905–1906                   | Historismus, Jugendstil, H. Baudistel Teil der Sachgesamtheit Forststr. 147, Spittastr. 8, 10 Geschützt nach § 2 DSchG                                                                           | |
| Weitere Bilder | Wohn- und Geschäftshaus                                                      | Forststr. 161 (Karte)                             | 1902                        | Historismus, Jugendstil, H. Eberbach jun. Geschützt nach § 2 DSchG | |
|                | Mietshaus                                                                    | Forststr. 166 (Karte)                             | 1902                        | Historismus - Neobarock, Georg Friedrich Bihl und Alfred Woltz Geschützt nach § 2 DSchG | |
| Weitere Bilder | Wohn- und Geschäftshäuser (Sachgesamtheit)                                   | Gutbrodstr. 1 (Karte)                             | 1903–1904                   | Historismus, Jugendstil, Jakob Mayer, Zimmermeister, Kärcher und Barth Teil der Sachgesamtheit Gutbrodstr. 1 bis 11 (ungerade), Vogelsangstr. 38 Geschützt nach § 2 DSchG                        | |
| Weitere Bilder | Wohn und Geschäftshäuser (Sachgesamtheit)                                    | Gutbrodstr. 2 (Karte)                             | 1907–1908                   | Historismus, Jugendstil, Jakob Mayer, Zimmermeister, Bauunternehmer Teil der Sachgesamtheit Elisabethenstr. 23 bis 35 (ungerade), Gutbrodstr. 2 bis 8, Vogelsangstr. 32 Geschützt nach § 2 DSchG | |
| Weitere Bilder | Wohn- und Geschäftshäuser (Sachgesamtheit)                                   | Gutbrodstr. 3 und 5 (Karte)                       | 1903–1904                   | Historismus, Jugendstil, Jakob Mayer, Zimmermeister, Kärcher und Barth Teil der Sachgesamtheit Gutbrodstr. 1 bis 11 (ungerade), Vogelsangstr. 38 Geschützt nach § 2 DSchG                        | |
| Weitere Bilder | Wohn und Geschäftshäuser (Sachgesamtheit)                                    | Gutbrodstr. 4 und 6 (Karte)                       | 1907–1908                   | Historismus, Jugendstil, Jakob Mayer, Zimmermeister, Bauunternehmer Teil der Sachgesamtheit Elisabethenstr. 23 bis 35 (ungerade), Gutbrodstr. 2 bis 8, Vogelsangstr. 32 Geschützt nach § 2 DSchG | |
| Weitere Bilder | Wohn- und Geschäftshäuser (Sachgesamtheit)                                   | Gutbrodstr. 7 (Karte)                             | 1903–1904                   | Historismus, Jugendstil, Jakob Mayer, Zimmermeister, Kärcher und Barth Teil der Sachgesamtheit Gutbrodstr. 1 bis 11 (ungerade), Vogelsangstr. 38 Geschützt nach § 2 DSchG                        | |
| Weitere Bilder | Wohn und Geschäftshäuser (Sachgesamtheit)                                    | Gutbrodstr. 8 (Karte)                             | 1907–1908                   | Historismus, Jugendstil, Jakob Mayer, Zimmermeister, Bauunternehmer Teil der Sachgesamtheit Elisabethenstr. 23 bis 35 (ungerade), Gutbrodstr. 2 bis 8, Vogelsangstr. 32 Geschützt nach § 2 DSchG | |
| Weitere Bilder | Wohn- und Geschäftshäuser (Sachgesamtheit)                                   | Gutbrodstr. 9 (Karte)                             | 1903–1904                   | Historismus, Jugendstil, Jakob Mayer, Zimmermeister, Kärcher und Barth Teil der Sachgesamtheit Gutbrodstr. 1 bis 11 (ungerade), Vogelsangstr. 38 Geschützt nach § 2 DSchG                        | |
| Weitere Bilder | Wohn- und Geschäftshäuser (Sachgesamtheit)                                   | Gutbrodstr. 11 (Karte)                            | 1903–1904                   | Historismus, Jugendstil, Jakob Mayer, Zimmermeister, Kärcher und Barth Teil der Sachgesamtheit Gutbrodstr. 1 bis 11 (ungerade), Vogelsangstr. 38 Geschützt nach § 2 DSchG                        | |
| Weitere Bilder | Wohn und Geschäftshäuser (Sachgesamtheit)                                    | Ludwigstr. 108 (Karte)                            | 1903–1905                   | Historismus, Jugendstil, Herrmann Jäger Teil der Sachgesamtheit Bismarckstr. 57, 63 bis 67 (ungerade), Ludwigstr. 108, 110, Seyfferstr. 51 bis 59 (ungerade) Geschützt nach § 2 DSchG            | [[Vorlage:Bilderwunsch/code!/C:48.771298,9.153403!/D:Wohn und Geschäftshäuser (Sachgesamtheit)!/\|BW]] |
| Weitere Bilder | Wohn und Geschäftshäuser (Sachgesamtheit)                                    | Ludwigstr. 110 (Karte)                            | 1903–1905                   | Historismus, Jugendstil, Herrmann Jäger Teil der Sachgesamtheit Bismarckstr. 57, 63 bis 67 (ungerade), Ludwigstr. 108, 110, Seyfferstr. 51 bis 59 (ungerade) Geschützt nach § 2 DSchG            | [[Vorlage:Bilderwunsch/code!/C:48.771217,9.153205!/D:Wohn und Geschäftshäuser (Sachgesamtheit)!/\|BW]] |
| Weitere Bilder | Mietshäuser (Sachgesamtheit)                                                 | Paulusstr. 4, 6 (Karte)                           | 1902                        | Historismus, Jugendstil, Schmohl und Staehelin Teil der Sachgesamtheit Paulusstr. 4 bis 10 (gerade) Geschützt nach § 2 DSchG                                                                     | |
| Weitere Bilder | Mietshäuser (Sachgesamtheit)                                                 | Paulusstr. 8, 10 (Karte)                          | 1902                        | Historismus, Jugendstil, Schmohl und Staehelin Teil der Sachgesamtheit Paulusstr. 4 bis 10 (gerade) Geschützt nach § 2 DSchG                                                                     | |
|                | Wohn- und Geschäftshäuser (Sachgesamtheit)                                   | Paulusstr. 12 (Karte)                             | 1903–1905                   | Historismus, Barth K.R., Bauunternehmer, H. Kärcher Teil der Sachgesamtheit Paulusstr. 12, 14, 16, Seyfferstr. 62 Geschützt nach § 2 DSchG                                                       | |
|                | Wohn- und Geschäftshäuser (Sachgesamtheit)                                   | Paulusstr. 14 (Karte)                             | 1903–1905                   | Historismus, Barth K.R., Bauunternehmer, H. Kärcher Teil der Sachgesamtheit Paulusstr. 12, 14, 16, Seyfferstr. 62 Geschützt nach § 2 DSchG                                                       | |
|                | Wohn- und Geschäftshäuser (Sachgesamtheit)                                   | Paulusstr. 16 (Karte)                             | 1903–1905                   | Historismus, Barth K.R., Bauunternehmer, H. Kärcher Teil der Sachgesamtheit Paulusstr. 12, 14, 16, Seyfferstr. 62 Geschützt nach § 2 DSchG                                                       | |
| Weitere Bilder | Vogelsangschule, Mit Pavillons sowie Aula und Turnhallenbau (Sachgesamtheit) | Paulusstr. 30, Seyfferstr. 77 (Turnhalle) (Karte) | 1959–1961                   | Internationaler Stil ab 1950, Günther Behnisch Geschützt nach § 2 DSchG | |
|                | Mietshaus mit Laden (Sachgesamtheit)                                         | Rötestr. 58 (Karte)                               | 1896                        | Historismus - Neorenaissance, Ludwig Blankenhorn, Werkmeister Teil der Sachgesamtheit Bismarckstr. 38, Rötestr. 58 Geschützt nach § 2 DSchG                                                      | |
| Weitere Bilder | Wohn- und Geschäftshäuser (Sachgesamtheit)                                   | Schwabstr. 78, 80, 82 (Karte)                     | 1901–1902                   | Historismus, Jugendstil, Friedrich Dienstbach, Zimmerwerkmeister Geschützt nach § 2 DSchG | |
|                | Wohn- und Geschäftshäuser (Sachgesamtheit)                                   | Schwabstr. 127, 129 (Karte)                       | 1903–1904                   | Historismus - Neobarock, Jugendstil, Sichtfachwerk, Wild Alfred Geschützt nach § 2 DSchG | |
|                | Wohn und Geschäftshäuser (Sachgesamtheit)                                    | Seyfferstr. 51 (Karte)                            | 1903–1905                   | Historismus, Jugendstil, Herrmann Jäger Teil der Sachgesamtheit Bismarckstr. 57, 63 bis 67 (ungerade), Ludwigstr. 108, 110, Seyfferstr. 51 bis 59 (ungerade) Geschützt nach § 2 DSchG            | |
|                | Wohn und Geschäftshäuser (Sachgesamtheit)                                    | Seyfferstr. 53 (Karte)                            | 1903–1905                   | Historismus, Jugendstil, Herrmann Jäger Teil der Sachgesamtheit Bismarckstr. 57, 63 bis 67 (ungerade), Ludwigstr. 108, 110, Seyfferstr. 51 bis 59 (ungerade) Geschützt nach § 2 DSchG            | |
| Weitere Bilder | Wohn und Geschäftshäuser (Sachgesamtheit)                                    | Seyfferstr. 55 (Karte)                            | 1903–1905                   | Historismus, Jugendstil, Herrmann Jäger Teil der Sachgesamtheit Bismarckstr. 57, 63 bis 67 (ungerade), Ludwigstr. 108, 110, Seyfferstr. 51 bis 59 (ungerade) Geschützt nach § 2 DSchG            | |
|                | Wohn und Geschäftshäuser (Sachgesamtheit)                                    | Seyfferstr. 57 (Karte)                            | 1903–1905                   | Historismus, Jugendstil, Herrmann Jäger Teil der Sachgesamtheit Bismarckstr. 57, 63 bis 67 (ungerade), Ludwigstr. 108, 110, Seyfferstr. 51 bis 59 (ungerade) Geschützt nach § 2 DSchG            | |
| Weitere Bilder | Wohn und Geschäftshäuser (Sachgesamtheit)                                    | Seyfferstr. 59 (Karte)                            | 1903–1905                   | Historismus, Jugendstil, Herrmann Jäger Teil der Sachgesamtheit Bismarckstr. 57, 63 bis 67 (ungerade), Ludwigstr. 108, 110, Seyfferstr. 51 bis 59 (ungerade) Geschützt nach § 2 DSchG            | |
|                | Wohn- und Geschäftshäuser (Sachgesamtheit)                                   | Seyfferstr. 62 (Karte)                            | 1903–1905                   | Historismus, Barth K.R., Bauunternehmer, H. Kärcher Teil der Sachgesamtheit Paulusstr. 12, 14, 16, Seyfferstr. 62 Geschützt nach § 2 DSchG                                                       | |
| Weitere Bilder | Wohn- und Geschäftshaus                                                      | Seyfferstr. 91, 93 (Karte)                        | 1908–1909                   | Stöckle Carl, Werkmeister Geschützt nach § 2 DSchG | |
| Weitere Bilder | Wohn- und Geschäftshäuser (Sachgesamtheit)                                   | Spittastr. 8 (Karte)                              | 1905–1906                   | Historismus, Jugendstil, H. Baudistel Teil der Sachgesamtheit Forststr. 147, Spittastr. 8, 10 Geschützt nach § 2 DSchG                                                                           | |
| Weitere Bilder | Wohn- und Geschäftshäuser (Sachgesamtheit)                                   | Spittastr. 10 (Karte)                             | 1905–1906                   | Historismus, Jugendstil, H. Baudistel Teil der Sachgesamtheit Forststr. 147, Spittastr. 8, 10 Geschützt nach § 2 DSchG                                                                           | |
|                | Wohn- und Geschäftshaus                                                      | Vogelsangstr. 28 (Karte)                          | 1898–1901                   | Historismus - Neogotik, Ludwig Blankenhorn, Werkmeister Geschützt nach § 2 DSchG | |
| Weitere Bilder | Mietshaus mit Architekturbüro                                                | Vogelsangstr. 30 (Karte)                          | 1904                        | Jugendstil, Emil und Paul Kärn Geschützt nach § 2 DSchG | |
| Weitere Bilder | Wohn und Geschäftshäuser (Sachgesamtheit)                                    | Vogelsangstr. 32 (Karte)                          | 1907–1908                   | Historismus, Jugendstil, Jakob Mayer, Zimmermeister, Bauunternehmer Teil der Sachgesamtheit Elisabethenstr. 23 bis 35 (ungerade), Gutbrodstr. 2 bis 8, Vogelsangstr. 32 Geschützt nach § 2 DSchG | |
| Weitere Bilder | Wohn- und Geschäftshäuser (Sachgesamtheit)                                   | Vogelsangstr. 38 (Karte)                          | 1903–1904                   | Historismus, Jugendstil, Jakob Mayer, Zimmermeister, Kärcher und Barth Teil der Sachgesamtheit Gutbrodstr. 1 bis 11 (ungerade), Vogelsangstr. 38 Geschützt nach § 2 DSchG                        | |

### Hasenberg
| Bild           | Bezeichnung                                                                            | Lage                                                            | Datierung | Beschreibung | ID |
| -------------- | -------------------------------------------------------------------------------------- | --------------------------------------------------------------- | --------- | --- | -- |
|                | Wasserwerk (Wärterhaus, überwölbte Langsamfilterbecken mit Messstation) Sachgesamtheit | Hasenbergsteige 51; Flst.Nr. 5993 (Karte)                       | 1872–1874 | Schweizerhaus (Wärterwohnhaus), von Ehmann Karl, Oberbaurat, Zobel Hermann (beide vom Königlichen Bauamt der Brunnengemeinschaft) Geschützt nach § 2 DSchG |    |
|                | Sogenanntes Alexanderhäusle                                                            | Hasenbergsteige 60 (Karte)                                      | 1700–1800 | Barock Geschützt nach § 2 DSchG |    |
|                | Haus Hohenberg (Sachgesamtheit)                                                        | Hasenbergsteige 79 (Karte)                                      | 1907–1909 | Historismus, Burgenstil, Wurz Hermann und Erwin Geschützt nach § 2 DSchG                                                                                   |    |
| Weitere Bilder | Hauff-Denkmal                                                                          | Hasenbergsteige, Flst.Nr. 6562 (Karte)                          | 1882      | Klassizismus, Leins Ch.F., Rösch W., Bildhauer Geschützt nach § 2 DSchG                                                                                    |    |
|                | Ehemalige Villa Hascher                                                                | Osianderstr. 12 (Karte)                                         | 1910–1912 | Neorenaissance, Neoklassizismus, Häberle Robert und Brunner Max Geschützt nach § 2 DSchG                                                                   |    |
|                | Mietshaus                                                                              | Reinsburgstr. 105 (Karte)                                       | 1908–1909 | Jugendstil, Kärn Emil und Paul Geschützt nach § 2 DSchG |    |
|                | Wohn- und Geschäftshaus                                                                | Reinsburgstr. 127, 129 (Karte)                                  | 1907      | Historismus, Jugendstil, Bihl J. Geschützt nach § 2 DSchG                                                                                                  |    |
|                | Mietshaus mit Gastwirtschaft                                                           | Reinsburgstr. 133 (Karte)                                       | 1905      | Historismus - Neobarock, Bihl Georg Friedrich und Woltz Alfred Geschützt nach § 2 DSchG                                                                    |    |
|                | Mietshaus mit Gastwirtschaft (Sachgesamtheit)                                          | Reinsburgstr. 151, Rotebühlstr. 187 (Karte)                     | 1905–1906 | Historismus, Jugendstil, Dienstbach F. Geschützt nach § 2 DSchG                                                                                            |    |
| Weitere Bilder | Wohn- und Geschäftshaus                                                                | Reinsburgstr. 167, 169 (Karte)                                  | 1901      | Historismus - Neogotik, Schäufelin Gottlob Geschützt nach § 2 DSchG                                                                                        |    |
| Weitere Bilder | Mietshaus                                                                              | Reinsburgstr. 180, 182 (Karte)                                  | 1902      | Historismus, Schäufelin Gottlob Geschützt nach § 2 DSchG                                                                                                   |    |
| Weitere Bilder | Mietshäuser (Sachgesamtheit)                                                           | Reinsburgstr. 199 bis 207 (ungerade) (Karte)                    | 1912–1913 | Jugendstil, Neue Sachlichkeit, Blankenhorn Erwin Geschützt nach § 2 DSchG                                                                                  |    |
|                | Mietshaus                                                                              | Reinsburgstr. 218 (Karte)                                       | 1909–1910 | Jugendstil, Historismus - Neobarock, Schmid Robert Geschützt nach § 2 DSchG                                                                                |    |
| Weitere Bilder | Mietshäuser (Sachgesamtheit)                                                           | Reinsburgstr. 220 (Karte)                                       | 1907–1908 | Historismus, Jugendstil, Zerrweck Wilhelm Teil der Sachgesamtheit Reinsburgstraße 220 und 222 Geschützt nach § 2 DSchG                                     |    |
| Weitere Bilder | Mietshäuser (Sachgesamtheit)                                                           | Reinsburgstr. 222 (Karte)                                       | 1907–1908 | Historismus, Jugendstil, Zerrweck Wilhelm Teil der Sachgesamtheit Reinsburgstraße 220 und 222 Geschützt nach § 2 DSchG                                     |    |
| Weitere Bilder | Brunnen                                                                                | Reinsburgstraße, Rotenwaldstraße, Flst.Nr. 9734, 6346/1 (Karte) | 1900      | Historismus - Neorenaissance, Kuhn G., Eisengießerei, Firma Wasseralfingen Geschützt nach § 2 DSchG                                                        |    |
| Weitere Bilder | Wohn- und Geschäftshaus                                                                | Rotebühlstr. 164, 166, 168 (Karte)                              | 1909      | Historismus - Neobarock, Neoklassizismus, Schieber Albert Geschützt nach § 2 DSchG                                                                         |    |
|                | Mietshaus                                                                              | Rotebühlstr. 174, 176 (Karte)                                   | 1926      | Expressionismus, Frey Theophil Geschützt nach § 2 DSchG |    |
| Weitere Bilder | Beamtensiedlung der Württembergischen Brandversicherungsanstalt (Sachgesamtheit)       | Rotenwaldstr. 59 A bis 81, Grimmstr. 40, 42 (Karte)             | 1925      | Expressionismus, Stuttgarter Schule 1920–1945, Fauser Theodor Geschützt nach § 2 DSchG                                                                     |    |
|                | Wohn- und Geschäftshaus                                                                | Rotenwaldstr. 99 (Karte)                                        | 1911–1912 | Neuer Stil, Brodbek Eugen Geschützt nach § 2 DSchG |    |
|                | Wohn- und Geschäftshaus                                                                | Rotenwaldstr. 101 (Karte)                                       | 1907      | Historismus - Neogotik, Storz Louis Geschützt nach § 2 DSchG                                                                                               |    |

### Wildpark
| Bild           | Bezeichnung                                                                       | Lage | Datierung    | Beschreibung                                                                                                 | ID |
| -------------- | --------------------------------------------------------------------------------- | --- | ------------ | --- | -- |
| Weitere Bilder | Demmler-Denkmal                                                                   | Vaihingen 1479 0 6536 0 (Karte)                                                                               | 1621, 1910   | Renaissance, Barock, Schenk Adolf, Bildhauer, und Bareiß, Baurat (Renovierung 1910) Geschützt nach § 2 DSchG |    |
|                | Stauseen und Kanäle der Stuttgarter Wasserversorgung (Sachgesamtheit)             | Stuttgarter Wasserversorgung                                                                                  |              | Geschützt nach § 2 DSchG                                                                                     |    |
| Weitere Bilder | 4 Gemarkungsgrenzsteine Stuttgart (Teil der SG „Gemarkungsgrenzsteine Stuttgart“) | am Gartenzaun von Bauernwaldstraße 158 - Suchaufgabe für die Kategorie „Boundary stones in Stuttgart“ (Karte) | 1818 (einer) | Geschützt nach § 2 DSchG                                                                                     |    |

### Solitude
| Bild           | Bezeichnung                                                                                 | Lage                                 | Datierung | Beschreibung                                                               | ID |
| -------------- | ------------------------------------------------------------------------------------------- | ------------------------------------ | --------- | -------------------------------------------------------------------------- | --- |
| Weitere Bilder | Solitude mit Nebengebäuden, Alleen, Friedhof, und See (Sachgesamtheit)                      | Solitude (Karte)                     | 1763–1770 | Barock, Weyhing J.F.; La Guépieré, Fischer R.F.H. Geschützt nach § 2 DSchG | |
|                | Ehemaliges Lustschloss (Teil der SG „Solitude mit ...“)                                     | Solitude 1 (Karte)                   | 1763–1770 | Barock, Weyhing J.F.; La Guépieré, Fischer R.F.H. Geschützt nach § 2 DSchG | |
|                | Offiziersbau (Teil der SG „Solitude mit ...“)                                               | Solitude 2 (Karte)                   |           | Geschützt nach § 2 DSchG                                                   | |
|                | Offiziersbau mit Schlosskapelle (Teil der SG „Solitude mit ...“)                            | Solitude 3 (Karte)                   |           | Geschützt nach § 2 DSchG                                                   | |
|                | Kavaliersbau (Teil der SG „Solitude mit ...“)                                               | Solitude 4 (Karte)                   |           | Geschützt nach § 2 DSchG                                                   | |
|                | Kavaliersbau (Teil der SG „Solitude mit ...“)                                               | Solitude 6 (Karte)                   |           | Geschützt nach § 2 DSchG                                                   | |
|                | Kavaliersbau (Teil der SG „Solitude mit ...“)                                               | Solitude 7 (Karte)                   |           | Geschützt nach § 2 DSchG                                                   | |
|                | Kavaliersbau (Teil der SG „Solitude mit ...“)                                               | Solitude 8 (Karte)                   |           | Geschützt nach § 2 DSchG                                                   | |
|                | Kavaliersbau (Teil der SG „Solitude mit ...“)                                               | Solitude 11 (Karte)                  |           | Geschützt nach § 2 DSchG                                                   | |
|                | Kavaliersbau (Teil der SG „Solitude mit ...“)                                               | Solitude 12 (Karte)                  |           | Geschützt nach § 2 DSchG                                                   | |
|                | Kavaliersbau (Teil der SG „Solitude mit ...“)                                               | Solitude 13 (Karte)                  |           | Geschützt nach § 2 DSchG                                                   | |
|                | Kavaliersbau (Teil der SG „Solitude mit ...“)                                               | Solitude 14 (Karte)                  |           | Geschützt nach § 2 DSchG                                                   | |
|                | Kavaliersbau (Teil der SG „Solitude mit ...“)                                               | Solitude 15 (Karte)                  |           | Geschützt nach § 2 DSchG                                                   | |
|                | Kavaliersbau (Teil der SG „Solitude mit ...“)                                               | Solitude 16 (Karte)                  |           | Geschützt nach § 2 DSchG                                                   | |
|                | Kavaliersbau (Teil der SG „Solitude mit ...“)                                               | Solitude 18 (Karte)                  |           | Geschützt nach § 2 DSchG                                                   | |
|                | Kavaliersbau (Teil der SG „Solitude mit ...“)                                               | Solitude 19 (Karte)                  |           | Geschützt nach § 2 DSchG                                                   | |
|                | Kavaliersbau (Teil der SG „Solitude mit ...“)                                               | Solitude 20 (Karte)                  |           | Geschützt nach § 2 DSchG                                                   | |
|                | Kavaliersbau (Teil der SG „Solitude mit ...“)                                               | Solitude 21 (Karte)                  |           | Geschützt nach § 2 DSchG                                                   | |
|                | Kavaliersbau (Teil der SG „Solitude mit ...“)                                               | Solitude 23 (Karte)                  |           | Geschützt nach § 2 DSchG                                                   | |
|                | Ehemaliges Wirtschaftsgebäude (zur Zeit Graevenitz-Museum) (Teil der SG „Solitude mit ...“) | Solitude 24 (Karte)                  |           | Geschützt nach § 2 DSchG                                                   | |
| Weitere Bilder | Kavaliersbau (Teil der SG „Solitude mit ...“)                                               | Solitude 25 (Karte)                  |           | Geschützt nach § 2 DSchG                                                   | |
|                | Pferdeplastik (Teil der SG „Solitude mit ...“)                                              | Solitude 28 (Karte)                  |           | Geschützt nach § 2 DSchG                                                   | [[Vorlage:Bilderwunsch/code!/C:48.785926,9.086949!/D:Pferdeplastik (Teil der SG „Solitude mit ...“)!/\|BW]] |
|                | Ehemaliges Husarenstallgebäude (Teil der SG „Solitude mit ...“)                             | Solitude 28 (Karte)                  |           | Geschützt nach § 2 DSchG                                                   | |
| Weitere Bilder | Solitude-Friedhof (Teil der SG „Solitude mit ...“)                                          | Solitude, Flst.Nr. 20 (Karte)        |           | Geschützt nach § 2 DSchG                                                   | |
|                | Ovalsee (Teil der SG „Solitude mit ...“)                                                    | Solitude, Flst.Nr. 4/1 (Karte)       |           | Geschützt nach § 2 DSchG                                                   | |
|                | 19 Ehemalige und heutige Waldgrenzsteine (auch einige Gemarkungsgrenzsteine)                | Provisorische Adresse: Steiler Stich |           | Geschützt nach § 2 DSchG                                                   | |
|                | Grenzstein (Teil der SG „Grenzsteine in Stuttgart“)                                         | Provisorische Adresse: Steiler Stich |           | Geschützt nach § 2 DSchG                                                   | |